# 自由民主党 (日本)
自由民主党（じゆうみんしゅとう、英語: Liberal Democratic Party / LDP）は、日本の政党。自由民主主義の理念を掲げる政党である。
つねに改革を進める自由主義の保守政党を標榜している。
略称は「自民党」、「自民」、英語ではLDP。1字表記の際は「自」。
2012年（平成24年）12月以降、公明党と自公連立政権を構成している。戦後最も長く与党を務めている政党である。

## 概説
1955年（昭和30年）に日本社会党の台頭を危惧し、かつての自由党と日本民主党が合同して結成された政党である。以来、日本社会党と約40年に及ぶ保革対立の政治構造である「55年体制」を形成した。板垣退助の創設した自由党を源流とし、戦前の政党政治を率いた二大政党であった立憲政友会、立憲民政党を起源とする。また翼賛体制の中核を担った会派である翼賛議員同盟、翼賛政治会、大日本政治会（以上3会派は日本進歩党の前身）及び翼賛体制に批判的な会派である同交会（日本自由党の前身）、護国同志会（日本協同党の前身）、日本自由党、日本進歩党、日本協同党の流れを汲む。
党の運営は永らく執行部の権力が弱くベテラン政治家が「派閥」を形成してその派閥間での駆け引きで政治が行われることが常態化していた。これは1つの選挙区に複数候補を立てる必要のある中選挙区制が採用されていたことによるものである。同じ選挙区の同僚議員は同じ政党でありながら当選を競い合うライバルだった。立候補者は一部を除いて党本部の応援を独占することができず、選挙区で個人の後援会を組織したり、さらには大物政治家の派閥に加わり、平時はその政局の駒となるのと引き換えに、選挙においては派閥の援助を受けた。互いに有権者の歓心を買うため、金権政治の温床ともなった。
1980年代までの日本の経済体制は、自民党主導であり「官僚主導」と評されてきた。欧米の金融資本主導の新自由主義とは異なり、日本の経済は産業資本を中心とする国家資本主義に近いものであったとされる。
日本国内では、第一野党であった日本社会党が分裂し衰退していく中で、自民党は護送船団方式による産業政策、農業への補助金交付、地方における公共事業などを通じて政府による介入と調整を行っていた。これにより、経済格差の平準化が図られた。このいわゆる「55年体制」における自民党の政策は厚い中間層を生み出し、その中間層が日本の文化力や経済力の源泉となった。
1980年代後半のバブル崩壊後、自民党が行う経済政策は大きな転換を迎えた。日本の人口減少に対して、自民党は、日本人の出生率改善による自然増ではなく、移民受け入れによる社会増によって解決すべきという立場から、技能実習制度や移民1000万人計画などの一連の移民政策を実施している。
日本の外国人人口は、2013年以降右肩上がりで増加しており、総人口に占める外国人人口の割合（外国人割合）は、2024年現在で3%程度となっている。
典型的な包括政党であり、党内でも旧清和会などに代表される右派が大きな力を持つ一方で、番町政策研究所(旧三木派)の一部や野田聖子、河野太郎など比較的リベラル系の議員も所属する。また、民進党解党後には所属していた保守系議員が多く入党した(細野豪志など)。
戦後、長く日本の政治を支配している政党で、1993年（平成5年）に非自民政権だった細川内閣が成立するまで38年間一貫して政権与党の座にあり続け、世界的にも稀に長い一党優位政党制の中心にあった。結党以来、政権を失い野党となったのは、1993年 - 1994年の非自民・非共産連立政権及び2009年 - 2012年の民主党政権の期間である。
党章は陰十四菊の中央に「自民」のモノグラム。広報宣伝用として「明るい太陽のもとで、自由にのびのびと暮らす人びと」と名づけたシンボルマークを用いている。また、かつては象をシンボルマークにしていたこともある。
自民党は多数の政治家を輩出している。1990年代以降の政界再編で非自民勢力の大物政治家であっても、元をたどれば自民党出身者が多い。歴代内閣総理大臣では、日本新党の細川護熙、新生党の羽田孜、民主党の鳩山由紀夫が該当する。その他にも小沢一郎、亀井静香、岡田克也、鈴木宗男、渡辺喜美、石原慎太郎、片山虎之助、松井一郎、小池百合子、馬場伸幸などがいる。自民党成立後の歴代総理大臣で自民党所属歴がないのは村山富市、菅直人、野田佳彦（ただし細川が代表を務めた日本新党出身）の3人のみである。

## 党名
党名は1955年（昭和30年）11月、党結成に際して発足された「新党結成準備会」の「党名委員会」によって広く党内外から公募された。全国から 2,191通もの応募があり、多かった案から順に「日本保守党」が546通、「民主自由党」と「保守党」が同数で187通、「日本国民党」が159通であった。最多となった「日本保守党」については「これでは選挙に不利だ」などの意見が噴出し採用されず、党内で討議された結果、自由民主主義を最も端的に象徴する「自由民主党」が党名となった。
菅直人と鳩山由紀夫が結党した旧民主党や小沢一郎の創立した自由党が登場した後は、略称の「自民党」または「自民」を使う頻度が増えていくようになった。機関紙もそれまでの『自由新報』から『自由民主』に改題した。
2009年（平成21年）の衆議院議員選挙で民主党（鳩山由紀夫代表）への政権交代が起き、1993年（平成5年）以来16年ぶりに野党となった2009年（平成21年）同年9月、谷垣禎一総裁の下での党の政権構想会議で「自由民主党」に「世論の拒否反応がある」との理由で党名変更が検討された。「和魂党」「自由新党」などの新党名が提案されたが、批判が相次いだため、党名は変更されなかった。

## 党史

### 保守合同による結党と55年体制成立

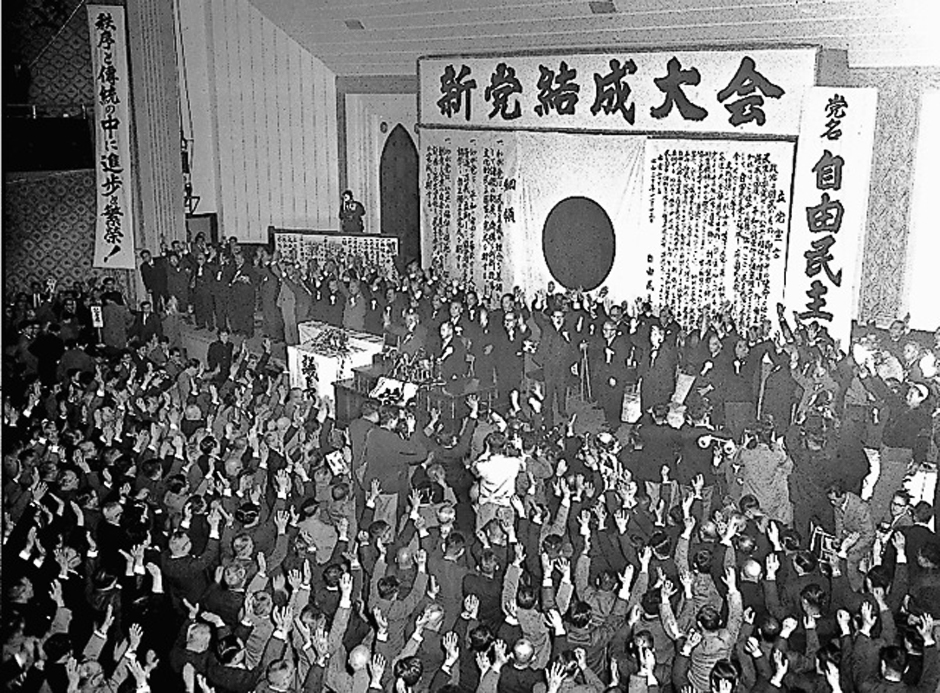
1955年（昭和30年）の日本民主党と自由党の保守合同による自由民主党結成大会。場所は旧中央大学講堂。

戦後日本の政党政治は占領下での選挙から始まり、当初は極めて多くの政党が誕生した。初めて女性参政権が導入されて行われた1946年（昭和21年）4月10日の戦後第一回目の総選挙では、13の全国政党を含めて363にのぼった。保守政党は、戦前日本の二大政党制を築いた立憲政友会と立憲民政党の系譜を踏襲する複数の政党として再建されていたが、保守合同が幾度も模索されながらも実現に至っていなかった。
1955年（昭和30年）11月15日の午後1時20分から、東京都神田の中央大学講堂（当時）にて自由民主党の結党大会が開かれた。衆参両院議員・地方代表・一般招待者の約1500人が出席した。大会は前日の首脳六者会談で整えられたお膳立て通りに進行し、党規・党則・綱領・政策活動大綱・党役員が満場一致で可決・承認された。こうして衆議院299人、参議院118人の勢力を擁する近代政治史上初の単一保守政党が成立した。同年10月13日に先立って開かれた日本社会党統一大会において、4年間左派と右派に分裂していた社会党が再統一したことに危機感を覚えた財界の圧力もあって吉田茂・鳩山一郎の抗争は終焉し、保守合同が実現した。自民党は結党当時から与党として存在し、それ以降も1993年の衆議院選挙で過半数を割るまでの38年間単独で政権を担当することになる（例外として、自民党から分党した新自由クラブと1983年に連立を形成している）。
結党から最初の総選挙となった1958年（昭和33年）の第28回総選挙で、自民党は追加公認を併せ298議席を獲得（定数467）。社会党は同じく167議席で、両党で議席の99%以上を占めた。こうして自民優位の二大政党制である、55年体制が成立した。

 
なお、結成直前の1954年（昭和29年）から結成後9年経った1964年（昭和39年）まで、アメリカ合衆国（以下米国、具体的にはホワイトハウスおよびアメリカ国務省）の反共主義政策に基づいて中央情報局（CIA）の支援を受けていたことが後年明らかになった。CIAは、日本に民族主義政権や社会主義政権が誕生するのを防ぐことを目的に自民党と民社党に資金援助を行い、さらに選挙活動に向けたアドバイスを行っていた。現在米国政府はこの事実を認めているが、他方で自民党はこれを否定している。 

### 高度経済成長と党安定期
1959年（昭和34年）から1960年（昭和35年）に渡って、第2次岸内閣のもとで繰り広げられた安保闘争によって政治運動が盛り上がり、与党への同情から安保闘争から間もない1960年（昭和35年）の第29回総選挙では社会党と民社党の分裂の間隙を縫って議席を増やした。そして、「所得倍増計画」が策定されて日本は高度経済成長を遂げ、政治運動は影を潜めるようになった。また、池田内閣は国会運営面で「話し合いの政治」の方針を掲げて野党との融和を図り、政局が安定していくようになった。
1963年（昭和38年）10月に党組織調査会会長であった三木武夫が党近代化に関する答申（いわゆる三木答申）を取りまとめた。派閥の弊害について述べており、派閥の解消や政治資金を党に集中化させる答申であったが、総裁の池田は「三木答申なんぞはクソくらえだ。あんなもの何の意味もない」とオフレコで述べるなど各派閥にとって受け入れがたい内容であった。ただ、派閥は形だけではあるが一旦すべて解散した。
1964年（昭和39年）、池田は病気に伴い総理総裁の辞任を表明し、後継者に佐藤栄作を指名した。同年には大野伴睦が死去しており、翌1965年（昭和40年）7月には河野一郎が死去、病気療養していた池田も同年8月に死去、と相次いで佐藤のライバルであった党内実力者が減ることとなった。1966年（昭和41年）には黒い霧事件と呼ばれる不祥事が続出した為に自民党は批判にさらされ、1967年（昭和42年）の第31回総選挙では不利が予想されたが新左翼への反発から安定多数を確保した。佐藤内閣は「人事の佐藤」と呼ばれた佐藤が自民党内を巧みに掌握し、総裁四選を果たす中、日韓基本条約の成立、公害対策の実施、沖縄返還などの政策を実現して1972年（昭和47年）7月まで7年8か月の長期政権を維持することとなった。
1960年代から、岸信介を中心に反共産主義の運動を通じて、統一教会（現・世界平和統一家庭連合）との関係を深めていった。
結党から1960年代の終わりまでの時期、自民党は毎回候補者を減らし、得票率も少しずつ減少させる守りの選挙だったものの全体として安定期だった。一方、新住民層が多い大都市やそのベッドタウンでは比較的弱く、左派・革新系の社会党や日本共産党と票の奪い合いが続いていた。しかし、社会党は離党者による民社党の結成や公明党・日本共産党の台頭で都市部の地盤を失い、それに比べると自民党は比較的地盤を守った。

### 保革伯仲と党内抗争
佐藤長期政権後に行われた1972年（昭和47年）の総裁選では党の実力者で、いわゆる三角大福と呼ばれた三木武夫、田中角栄、大平正芳、福田赳夫の四人が立候補し、日本列島改造論や日中国交正常化を掲げた田中が総理総裁に就任した。田中内閣は成立早々の1972年（昭和47年）9月には日中共同声明を発表した。この動きに対して、1973年（昭和48年）7月には派閥横断でタカ派の政策集団である青嵐会が結成され、青嵐会は日中国交正常化反対の立場を取って活動した。
田中内閣は日本列島改造論を基礎とした、高速道路建設や新幹線整備など公共事業費を増額した1973年度予算を編成した。しかし、同年10月にはオイルショック（第一次石油危機）が起こり、のちに狂乱物価と呼ばれたインフレーションが発生して日本経済は混乱状態に陥った。田中は同年11月にはライバルで均衡財政志向であった福田を蔵相に任命して対応に当たらせた。福田は予算の圧縮、金融引締めなどを本格的に行うようになり、田中内閣は需要喚起政策から需要抑制策政策へと政策転換をしていくようになった。1974年（昭和49年）には、日本は戦後初めて経済成長率がマイナスとなった。1975年（昭和50年）には経済成長率はプラスとなったものの、この頃を境に、日本は高度経済成長時代から安定成長時代に移行していくようになった。
1974年（昭和49年）7月の第10回参院選では過半数の議席を維持したものの、与野党の議席数の差がわずかとなり、「保革伯仲（伯仲国会）」と呼ばれる時代となった。同年12月には田中金脈問題で田中は総理総裁を辞任した。田中の後継総裁選は行われず、自由民主党副総裁の椎名悦三郎による指名（いわゆる椎名裁定）と両院議員総会の承認により三木武夫が総理総裁に就任した。三木は党の近代化や政治浄化、不況の克服を掲げた。
1976年（昭和51年）2月にはロッキード事件が発覚した。同年6月には党所属の河野洋平、山口敏夫ら6人の国会議員が離党し、「腐敗との決別」をキャッチフレーズとした新自由クラブを結成した。同年7月には東京地検特捜部が田中角栄を逮捕し、田中は自民党を離党した。総理大臣経験者の逮捕は党内外に衝撃を与えた。同年8月には田中は受託収賄罪と外為法違反容疑で起訴された。三木や法務大臣の稲葉修はロッキード事件解明に積極的な立場を取ったが党内は反発し、三木おろしの動きが強まった。党内の動きに対して三木は対抗し、反発する閣僚を罷免して衆議院を解散する構えを見せたが結局、任期満了まで解散しなかった。同年12月に行われた第34回総選挙で自民党は結党以来初めて過半数割れとなった。三木は選挙の責任を取り総理総裁を辞任した。なお、田中は離党しながらも最大派閥のオーナーとして強い影響力を保持していた。
1976年（昭和51年）12月に福田赳夫が執行部による推挙と両院議員総会の承認により総理総裁に就任した。この際には福田が先に総理総裁を一期だけ務めた後、大平に交代することを示唆した大福密約があったとされる。福田内閣は当初、内閣支持率は低かった が、景気回復や外交で成果を上げていくようになった。また、伯仲国会という状況下ではあったが執行部が野党の一部に対して部分連合を呼びかけるなど協調的でもあり、それほど問題とならなかった。なお、自民党は1977年（昭和52年）に党員、党友参加による総裁選の導入を決めた。また、党友組織の自由国民会議も結成した。さらに派閥解消が唱えられ、各派閥は形だけではあるが解散した。
自民党と統一教会系の国際勝共連合との協力関係は、1978年当時の福田赳夫内閣総理大臣が参議院予算委員会で公式に認めている。勝共連合から自民党へ多額の政治献金がなされていたこと、勝共連合からの借入金の存在が当時の自治省の資料より確認できる。1980年代に世界基督教統一神霊協会の霊感商法が社会問題になったが、教団による選挙支援と議員による教団への賛同などの形で、党と教団の関係は保たれていった。
1978年（昭和53年）の自民党総裁予備選挙に福田は大福密約を無視して立候補するも、田中派の支持に支えられた大平が勝利し、福田は本選進出を辞退し、大平が総理総裁に就任した。大平は、1979年（昭和54年）10月の第35回総選挙で一般消費税の導入を公約として掲げたが自民党は前回の衆議院議員総選挙に続いて過半数割れとなった。党内で大平の責任が追及されたものの大平は辞任要求には応じず、選挙後の首班の座を巡って福田と争いが起きて事実上の党内分裂状況に陥った。特別国会での首班指名選挙の投票の結果は僅差であったが大平が勝利した。同年11月の第2次大平内閣の発足で一旦、抗争は収まったがこの抗争は後に四十日抗争と呼ばれた。
1980年（昭和55年）5月16日、社会党が衆議院に大平内閣不信任決議案を提出した。自民党内で反主流派となっていた三木派や福田派などの議員69人は本会議を欠席して不信任決議案は可決され、史上初の衆参同日選挙となった。なお、この解散劇は予測に反したハプニング的な解散であることからハプニング解散と呼ばれた。総選挙が公示された5月30日に大平は心筋梗塞の発作を起こして入院し、選挙期間中の6月12日に急死した。6月22日に行われた衆参同日選挙の結果は大平が死去したものの自民党の勝利となり、衆参ともに過半数の議席を確保し安定多数を得た。大平の後継の総理総裁には大平派の鈴木善幸が就任し「和の政治」を掲げて党内融和と国内融和に尽力した。

### 保守回帰と二重権力構造
1980年代に入ると革新自治体も減少し、都市部を中心に自民党への回帰現象が起こった。
1982年（昭和57年）11月の総裁選に鈴木善幸は立候補せず、中曽根康弘、河本敏夫、安倍晋太郎、中川一郎の4人が立候補した。党員党友参加による予備選挙で中曽根康弘が半数を超える票を獲得したため、2位以下の候補は本選挙を辞退し、中曽根が総理総裁に就任した。中曽根派は小派閥であり、党内基盤が弱く、総裁選では党内最大派閥である田中派の力を借りる形になった結果、田中派の議員は党と内閣人事で主要ポストを占めて優遇されたため、第1次中曽根内閣は田中角栄の影響力の強さをマスコミや野党から指摘され、「田中曽根内閣」や「直角内閣」などと呼ばれた。
中曽根は、スローガンとして「戦後政治の総決算」を掲げた。具体的には行政改革、公社の民営化、規制緩和、民間活力の活用などの新自由主義的な政策を打ち出した。また、教育改革、国防の見直し、靖国神社公式参拝問題などの点で保守的な言動を行った。外交面では1983年（昭和58年）1月の訪米の際でのロナルド・レーガン大統領との会談で「日米両国は太平洋を挟む運命共同体」と発言するなど日米関係強化に努め、冷戦下での西側諸国の一員としての立場を明確に表明した。
1983年（昭和58年）10月12日、東京地裁はロッキード事件に関して田中角栄に有罪判決を下した。野党は田中に対して議員辞職を求めたが田中は議員辞職を拒否し、国会は紛糾した。野党は国民の審判を求めて衆議院解散を要求した。田中も有罪判決後早期の選挙による禊決着を図った。結局、衆参両院議長のあっせんもあり、中曽根は衆議院を解散した（田中判決解散）。同年の第37回総選挙で公認候補の当選者数が衆議院での過半数を割る（これまで同様、保守系無所属議員の追加公認で過半数を確保）と、中曽根は「いわゆる田中氏の政治的影響を一切排除する。政治倫理を高揚し、党体質の抜本的刷新に取り組み、清潔な党風を確立する」との総裁声明を発表した。12月27日、自民党は新自由クラブと連立政権（第2次中曽根内閣）を組んで安定多数を確保した。
1984年（昭和59年）に鈴木善幸や福田赳夫らが田中派大番頭の二階堂進を総裁に推す二階堂擁立構想が同じ田中派の金丸信によって潰されると、やがて田中派は分裂の兆しを見せ始める。ついに1985年（昭和60年）2月に田中派内で竹下を支持する勢力が田中に反旗を翻す形で派中派である創政会（のちの経世会）を結成した。田中は木曜クラブを離脱した竹下に対して「同心円でいこう」と融和的発言を行ったが、同月、脳梗塞で入院した。田中は障害が残って政治活動は出来なくなり、かつての政治力を失った。代わって、田中派を離脱した竹下が金丸信の後ろ盾により台頭するようになる。
中曽根主導の下、1986年（昭和61年）6月に国会は解散（死んだふり解散）され、7月の衆参同日選挙（第38回総選挙、第14回参院選）で自民党は追加公認込みで衆参それぞれ304議席（衆議院）、74議席（参議院）を獲得した。選挙後、特例で中曽根の党総裁任期一年延長が決まった。また、8月に新自由クラブは解党し、多くの党員は自民党に合流した。
1987年（昭和62年）10月の総裁選ではニューリーダーと呼ばれた安倍晋太郎、竹下登、宮澤喜一のいわゆる安竹宮3人が立候補したものの、かつてのような激しい抗争を嫌った3人は話し合いをした結果、候補者一本化を中曽根に委ねた。結果として竹下を総裁にするという中曽根裁定が下った。なお、このとき皇民党事件が同時に進行していた。こうして中曽根内閣は日本電信電話公社や日本専売公社の民営化、国鉄分割民営化、1987年度予算で防衛費1%枠撤廃するなどの政策を実現して4年11か月の長期政権を終えた。
1988年（昭和63年）7月の臨時国会に竹下内閣は消費税法案を含む税制改革関連六法案を提出した。同じ頃、リクルート関連会社であるリクルートコスモス社の値上がり確実な未公開株が政界官界財界の多数の有力者や有力者の秘書、家族らに譲渡されていたとするリクルート事件が発覚した。野党は税制改革関連六法案の審議よりもリクルート問題の解明を優先すべきだと主張して審議拒否や関係者の証人喚問などを要求し、国会はたびたび空転した。野党は法案採決の際に牛歩戦術などで抵抗し、12月9日には副総理兼蔵相であった宮澤がリクルート問題で辞任したが12月24日に税制改革関連六法案は成立した。
1989年（昭和64年）1月7日に、昭和天皇が崩御し皇太子明仁が第125代天皇に即位した。その翌日の1月8日から元号が「昭和」から「平成」となった。また、この皇位継承と改元にあたり、竹下登総理総裁（竹下改造内閣）が「大行天皇の崩御に際しての謹話」を発表し、新元号「平成」を 小渕恵三官房長官が発表した。
同年4月1日には消費税が導入されたが、同月に竹下は総理辞任の意思を表明した。5月22日に東京地検特捜部は中曽根派の藤波孝生をリクルート事件に関与した容疑で受託収賄罪で在宅起訴し、藤波は自民党を離党した。5月25日に衆議院予算委員会は中曽根を証人喚問し、その後、中曽根は自民党を離党した。竹下の後継総裁には様々な候補が取りざたされたが最終的には後継総裁指名を一任されていた竹下と党四役はリクルート事件に関係がなく外務大臣を務めていた中曽根派の幹部である宇野宗佑を推薦し、宇野も受諾した。6月2日、宇野は党両院議員総会の「起立多数」により総裁に就任し、6月3日には竹下内閣は総辞職した。同年6月に宇野が総理総裁に就任するやいなや宇野の女性スキャンダルが発覚した。宇野は女性スキャンダルに対して明確に否定することはなかった。
平成時代となって初の国政選挙となった7月の第15回参院選ではリクルート事件、消費税問題、農産物自由化問題のいわゆる三点セットが争点となり、自民党は逆風にあって当選者はわずか36議席にとどまり敗北した。一方、土井たか子委員長率いる社会党は女性候補者を多数擁立してのマドンナ旋風を巻き起こし、改選議席の2倍を越す46議席を獲得して躍進した。参議院では与野党勢力が逆転（比較第一党は維持）、宇野は総理総裁を辞任した。
8月の総裁選には海部俊樹、林義郎、石原慎太郎の3人が立候補し、竹下派、旧中曽根派の支持に支えられた海部俊樹が過半数の票を獲得して総理総裁に就任した。海部内閣は少派閥である河本派の海部を党内最大派閥である竹下派会長の金丸信、派閥オーナーの竹下、党幹事長の小沢一郎のいわゆる金竹小3人が背後から操るという構造であり、「二重権力」と指摘された。
1991年（平成3年）9月、海部内閣は重要な政治テーマとなっていた政治改革について決着を図るべく、臨時国会にて衆議院の選挙制度に小選挙区制を導入する政治改革法案を提出した。しかし、9月30日、衆議院政治改革特別委員会理事会にて政治改革法案の廃案が決まった。この廃案決定に対して海部は「重大な決意で臨む」と発言して 衆議院を解散する構えを見せたが党内の反発と小沢の解散反対もあり、解散を断念した。海部は10月の総裁選への立候補も辞退して退陣した。

### 55年体制崩壊、他党との連立時代の到来
1991年（平成3年）10月27日の総裁選で宮澤が勝利し、72歳にして総理総裁に就任した。ところが1992年（平成4年）の東京佐川急便事件により国民の政治不信が増大し、自民党単独の長期連続政権による金権体質が度々指摘されるようになった。また、金丸が失脚したことにより竹下派後継争いに敗れた小沢と羽田孜らは竹下派後継の小渕派と袂を分かち、羽田派を結成した。
政治改革が必要との流れを受けて宮澤内閣は政治改革関連法案の成立を目指したが廃案となった。折から三塚派若手の武村正義や羽田派など、これに反発した自民党議員が大量に離党した。内閣不信任案が可決されて国会が解散となっての1993年（平成5年）の第40回衆院選では、自民党は解散時勢力を維持したものの過半数には到底届かず、保守3新党（新生党・日本新党・新党さきがけ）が大勝した。また、55年体制の片割れである社会党は惨敗した。この結果、日本新党の細川護熙を首班とする非自民・非共産連立政権が成立し、結党以来の自民党単独の長期連続政権に終止符が打たれた。
保守と革新の対立で彩られた日本の戦後政治史は55年体制の崩壊で新展開を迎えることになり、「戦後保守」の歴史は宮澤内閣の崩壊で終わったとする見解もある。
宮澤はこの選挙結果を受けて総理総裁を辞任し、7月30日に行われた総裁選で渡辺美智雄を破って勝利した河野洋平が総裁に就任した。河野は結党以来、初めて野党党首としての総裁となった。自民党が野党に転落すると連立政権に移籍を図る議員が目立つようになった。その一方、細川内閣は小選挙区比例代表並立制を柱とした政治改革関連法案の成立を目指し、1994年（平成6年）1月29日に自民党の要求を容れる形で修正案を可決した。
連立政権は細川、新生党の羽田と続いたが、いずれも長続きせず、連立政権内で新生党、日本新党、公明党と、社会党、さきがけの不協和音が大きくなっていた。そこで自民党は、社会党の村山富市委員長を首相に推す奇策で、1994年（平成6年）6月30日、社会党、さきがけとの連立政権（自社さ連立政権）として与党に復帰した。
1996年（平成8年）1月11日自民党の橋本龍太郎が首班となり、同年の第41回総選挙では過半数にこそ満たなかったが239議席と復調。改革を訴える民主党の結成によって政権維持のために行政改革を迫られた橋本内閣では、不協和音が生まれるようになる。
旧非自民連立政権側は主に新進党に集約されていたが自民党側の積極的な引き抜きにより、新進党などから自民党に移籍、復帰を目指す議員が現れた。その結果、平成9年には総選挙を経ることなく過半数を回復。年末には新進党は解党し、1998年（平成10年）には社会、さきがけとの連立を解消し単独政権に戻った。
橋本政権下の経済政策における失敗により、同年の第18回参院選で大敗し、参議院での過半数確保に失敗したことから橋本内閣は総辞職、小渕恵三が後継となり小渕内閣が発足した。政権安定のため、1999年（平成11年）小沢一郎率いる自由党の政策を呑む形で自自連立を組み、その後、10月に公明党との自自公連立政権を新たに組み、2000年（平成12年）には自由党の離脱で自由党から分裂した保守党との自公保連立政権に変わった。この時期から公明党との本格的な選挙協力関係が始まった。小渕が病に倒れると森喜朗が後継となり第1次森内閣が発足。しかし、森自らの度重なる失言やKSD事件などの不祥事もあり支持率は低迷、加藤の乱が勃発。その後、森内閣は総退陣に追い込まれ、山崎拓、加藤紘一、小泉純一郎のYKKが第1次小泉内閣の樹立を達成した。

### 聖域なき構造改革と野党再転落
2000年代初頭当時、1991年（平成3年）のバブル崩壊の影響が深刻化していた。冷戦が終結しグローバル化が急速に進展したことにより、従来型の官僚主導による利益分配的な政治手法が機能しなくなっていたが、政権が不安定な状態が続いたこともあり経済政策を劇的に転換できず、経済成長効果が小さかったとされる公共事業を軸とした膨大な財政出動を続け、国と地方も莫大な財政赤字を抱えるようになった。右肩上がりの経済成長を前提とした経済政策の転換を迫られることになり、そうした時代的要請から2001年（平成13年）に小泉内閣が発足する。小泉純一郎は公共事業の削減などにより政府の財政出動を抑制し、中央政府の権限を民間企業や地方自治体に委譲すべきとする聖域なき構造改革を主張した。
小泉は国民的な人気を集め、小泉旋風と呼ばれる現象を引き起こす。発足時の第1次小泉内閣の内閣支持率は、戦後の内閣として歴代1位（当時）の数字となり、最も高かった読売新聞社調べで87.1パーセント、最も低かった朝日新聞社調べで78パーセントを記録した。「小泉内閣メールマガジン」を発行し、登録者が200万人に及んだことも話題となった。こうした小泉人気に乗るかたちで同年7月の参議院議員選挙で自民党は大勝した。
小泉は2002年（平成14年）9月に日本の首相として初めて電撃的に朝鮮民主主義人民共和国（北朝鮮）を訪問し、金正日国防委員長と初の日朝首脳会談を実現させるなど積極的な外交にも取り組んだ。
2003年（平成15年）10月の第43回衆議院議員総選挙を控え、選挙前に小泉が中曽根康弘・宮澤喜一両元首相に比例代表の73歳定年制を適用する方針を表明。83歳の宮澤は引退を表明した一方、85歳の中曽根が頑強に抵抗して話題となった。結局、中曽根はこれを受け選挙に出馬しなかった。結果、自民党と公明党、保守新党の与党3党で絶対安定多数を維持したものの、自民党は10議席を減らし、与党全体としては12の議席減となった。選挙後に保守新党は自民党に吸収されたため、自民党は単独過半数は確保したうえで自公連立政権となった。
2004年（平成16年）7月の第20回参議院議員通常選挙を控え、年金制度改革が争点となった。小泉内閣は参院選直前の6月に年金改革法を成立させたが、これが影響し選挙では自民党が改選50議席を1議席下回り、民主党に勝利を許した。
2005年（平成17年）8月、第162回通常国会における郵政民営化法案参議院否決後に行われた第44回衆院選では、「小泉劇場」と言われるポピュリズム的政治手法を採り、自民党だけで296議席、公明党と併せた与党で327議席を獲得、歴史的圧勝をおさめた。その一方で「抵抗勢力」とされた議員が郵政民営化法案に反対票を投じたため党を除名されたり、党公認の候補（いわゆる「刺客候補」）に敗れ落選したことで、保守分立時代に逆戻りする可能性が指摘された。
小泉政権の後期となる2005年（平成17年）ころより、「ポスト小泉」と呼ばれるニューリーダーが登場。特に、麻生太郎、谷垣禎一、福田康夫、安倍晋三の4人はポスト小泉の最有力候補とされ、4人はそれぞれの名前から一字ずつ取った「麻垣康三」と呼ばれるようになる。
2006年（平成18年）9月20日の総裁選では、選挙前から確実視された安倍晋三が後継に選出される。翌9月21日に小泉の自民党総裁任期は満了し、9月26日に第3次小泉改造内閣は総辞職して内閣総理大臣を退任した。任期満了による退任は1987年（昭和62年）の中曽根政権以来であり、また、小泉政権は戦後4位であり平成時代最長（退任当時）ならびに21世紀最初の長期政権となった。しかし、年金記録問題や閣僚のスキャンダル、構造改革の負の影響の噴出もあって、第1次安倍政権下で行われた2007年（平成19年）の第21回参院選では民主党に惨敗、結党以来初めて参議院第1党から転落した。
衆議院と参議院で多数派が異なる構図になった（ねじれ国会）ことで与野党の対立が激化、政策の決定、実行のスピードが遅くなり、首相の指導力も著しく低下し、さらには世界金融危機、円高・原油高といった経済情勢の中、総理総裁が安倍晋三、福田康夫、麻生太郎と毎年のように変わった。
2009年（平成21年）8月30日の第45回衆院選では、首相総裁経験者や派閥領袖を含む大物議員が次々と落選する大敗を喫し、鳩山由紀夫代表率いる民主党に衆議院第1党の座を明け渡すことになった。獲得議席数は119議席に止まり、2度目の野党転落となった。前回下野した時は、野党とはいえ衆議院での比較第1党であったため、自民党が衆議院で第1党を失ったのは、結党以来初めてのことであった。大臣経験者を含む現職国会議員の離党が相次ぎ、2010年（平成22年）6月までの1年弱で現職国会議員の離党者が15人に上った。この衆議院総選挙惨敗ならびに下野の責任を取り、総理総裁の麻生太郎は引責辞任。総選挙17日後の9月16日をもって麻生内閣は総辞職、民主党政権の鳩山由紀夫内閣が成立。直後の9月28日に施行された総裁選に勝利した谷垣禎一が総裁に就任した。谷垣は、河野洋平以来2人目の野党党首として総理を兼任しない総裁となった。
2010年（平成22年）7月の第22回参院選では改選第1党となり、与党の参院過半数獲得を阻止した。
2011年（平成23年）3月、東日本大震災の後、菅直人首相から谷垣総裁に対する副総理兼震災復興担当相としての入閣の打診を受け、これを拒否した。
2012年（平成24年）9月26日、谷垣の任期満了に伴い施行された総裁選において安倍晋三が総裁に選出された。結党以来、総裁を辞任した後の再登板は例が無く、安倍が初めての事例となった。また、谷垣は任期を野党党首として過ごした初の総裁となった（河野洋平は途中で与党に復帰している）。

### 再度の政権与党復帰と安倍一強
鳩山由紀夫、菅直人、野田佳彦と3人の首相が交代する短命内閣が続いた民主党政権下で、2012年（平成24年）12月16日、第46回衆院選で自民党は絶対安定多数を超える294議席を獲得（その後、鳩山邦夫が復党し295人）、同じく野党だった公明党とともに政権与党に返り咲いた。総選挙10日後の12月26日、野田第3次改造内閣は総辞職、5年ぶりに安倍が首相に再登板して第2次安倍内閣が発足。3年ぶりに自公連立政権が復活した。
2012年（平成24年）12月から2020年（令和2年）9月までの安倍政権（第2次安倍内閣 - 第4次安倍第2次改造内閣）において、いわゆる「安倍一強」と呼ばれる状況が現れた。
「ある意味で、本来の議会内閣制の形が出現した」という面もあるが、首相への権力集中が進み、政策の主導権が執政府へと集中し、党内論議も低調になったとされる。首相主導体制の構築により党が政府の方針に従うことが増え、党内での政策形成がかつてほど重要ではなくなっていった、近年における自民党の変化もある。
2013年（平成25年）の第23回参院選で公明党と合わせて過半数割れを解消、2014年（平成26年）の第47回衆院選でも現有議席をほぼ維持した。
2016年（平成28年）に選挙権下限年齢が20歳から18歳に引き下げられて（18歳選挙権）初の国政選挙となった第24回参院選では、一人区で32選挙区中21勝11敗で勝ち越すなどして、追加公認も含め56議席を獲得した（非改選と合わせて121議席）。また、いわゆる「改憲勢力」（自公におおさか維新の会、日本のこころを大切にする党、その他改憲に前向きな諸派・無所属議員を加えた勢力）が衆参両院で3分の2を超え、憲法改正の発議要件を満たすことになった。その後、民主党を離党し無所属で活動していた平野達男が入党したことで、27年ぶりに参院単独過半数に達した。
2017年（平成29年）1月16日に、日本のこころを大切にする党（のちに日本のこころを経て自民党に合流し消滅）と参議院で統一会派「自由民主党・こころ」を結成。
18歳選挙権が施行されて初の衆院選となった2017年（平成29年）10月の第48回衆議院議員総選挙では、小選挙区で218議席（うち無所属で当選後、公示日に遡って自民党公認となった議員3人を含む）、比例代表で66議席の選挙前と同じ284議席を獲得する圧勝。また南関東ブロック、近畿ブロック、中国ブロックでは小選挙区の候補者が比例復活も含めて全員当選した。勝因の一つには、野党第一党の民進党が分裂し、希望の党と立憲民主党の2つの新党が結成され、三大政党制を目指す戦略が奏功したことなどが挙げられる。
2018年（平成30年）9月の総裁選では安倍晋三と石破茂の一騎打ちとなり、安倍が勝って連続3選を果たし、総裁3期目に突入となった。11月、日本のこころを吸収合併（同党は消滅）。それに先立ち、前月に参議院での会派名を「自由民主党・国民の声」に改称。
2019年（平成31年）4月30日、天皇の退位等に関する皇室典範特例法に基づき第125代天皇明仁が退位（譲位）し、翌2019年（令和元年）5月1日に徳仁が第126代天皇として即位した（明仁から徳仁への皇位継承）。この皇位継承に伴い「平成」から「令和」への改元が行われ、新元号「令和」を施行1ヶ月前の同年4月1日に菅義偉内閣官房長官が事前発表した。
令和時代となって初の国政選挙となった2019年（令和元年）7月の第25回参院選では、一人区で32選挙区中22勝10敗で勝ち越すなどして、選挙区で38、比例で19、合わせて57議席を獲得した。これは前回参院選を1議席上回るものの、改選66議席には届かなかった。自公連立政権の与党は併せて改選定数124の過半数（63）を超える計71議席を獲得したが、改選議席（77）からは6減らし、自民党単独での過半数は維持できなかった。非改選議員を含めた参院全体では自民・公明の連立与党、それに改憲に前向きな野党の日本維新の会と無所属を加えた「改憲勢力」の非改選議席は79と参議院における全議席の3分の2である85議席を超えず、日本国憲法改憲の発議が可能な圧倒的多数となる3分の2を確保できなかったため、大連立構想や一本釣りなどにより早期の改憲発議を目指すとしている。
2020年（令和2年）8月28日、安倍は首相官邸で行われた会見で「持病の潰瘍性大腸炎が再発し、国民の負託に、自信を持って応えられる状態でなくなった」として正式に辞意を表明し、「様々な政策が実現途上にあり、コロナ禍の中、職を辞することについて、国民の皆様に、心より、心より、お詫び申し上げる」と謝罪した。一方で、次の総理大臣が任命されるまでの間、引き続き職務にあたる考えを示した。この辞意表明を受けて、自民党は総裁選を行うこととなったが、総裁選の時期や形式に関する対応は幹事長の二階俊博に一任された。二階は両院議員総会で総裁選を行い、党員投票は省略する方向で調整する考えを示した。2020年（令和2年）9月14日施行の総裁選において、石破茂と岸田文雄の2名を圧倒的票数で破り、官房長官として約7年8ヶ月にわたり第2次安倍政権を支えてきた菅義偉が総裁に選出された。こうして、同年9月16日に第4次安倍第2次改造内閣は総辞職、菅義偉内閣が成立。菅が国会の内閣総理大臣指名選挙、任命式を経て総理大臣に就任し、安倍の後任として菅総裁が第99代内閣総理大臣に就任した。安倍の首相としての（第2次から第4次安倍内閣まで）連続在職日数は2822日を記録し、それまでの大叔父である佐藤栄作（2798日）を抜き歴代最長を記録した。また、（第1次安倍内閣含む）通算在職日数でも3188日と、それまでの桂太郎（2886日）を抜き歴代で最長の在任期間を記録した。

### ポスト安倍
2020年（令和2年）9月16日に菅義偉内閣が成立し、「ポスト安倍」を担うことになった総理総裁の菅義偉は自らの内閣を「国民のために働く内閣」と名付け、新型コロナウイルス感染症（COVID-19）対策に追われることになった。菅は当初、次期総裁選への出馬に意欲を示していた。衆議院議員任期満了は2021年（令和3年）10月21日に迫っており、2021年6月に入ると1976年（昭和51年）の衆院選（三木内閣）以来、戦後2度目の任期満了総選挙が行われる見通しが出て来た。この間、感染者の増減を繰り返すCOVID-19対策や、2020年東京オリンピックなどが入り、解散を行わないまま9月に入った。しかし、9月3日午前の党臨時役員会で、出馬しない意向を表明した。これにより菅義偉内閣は1年余りで幕を閉じることとなった。
2021年（令和3年）9月29日、菅の任期満了に伴う総裁選（9月17日公示）が行われ、岸田文雄が第27代自由民主党総裁に就任（他の立候補者：高市早苗、河野太郎、野田聖子）。10月4日に第1次岸田内閣（自公連立政権）が成立。岸田はこの内閣を「新時代共創内閣」と名付けた。この時点で、任期満了による総選挙と、解散総選挙のいずれも選択可能という、珍しい状況になっていたが、岸田新首相は10月31日に第49回衆議院議員総選挙の投開票（10月14日：第205臨時国会会期終了に伴う衆議院解散、10月19日：公示）を実施する日程を決定し、10月14日、予定通り衆議院は解散された。その後特別国会が召集され日本国憲法第70条の定めに基づき内閣総辞職をしなければならないことから、この内閣は日本の憲政史上最も短い政権になると見られる。
第49回衆院選は、10月31日投開票の結果、自民党は単独で絶対安定多数の261議席（追加公認2議席含む）を獲得した。この他、自民入党希望・党籍を有しながら公認漏れの保守系無所属が4議席を得た。公認は解散時から15議席を減らしたが、32議席を獲得した公明党を併せ、与党全体として大勝した。小選挙区では野党共闘が選挙の焦点の一つとなり、自民は麻生副総裁が「立憲共産党」と揶揄するなど強い批判を行った。自民は甘利明幹事長が小選挙区で落選（比例区当選）するなど、小選挙区では2017年より29議席を減らした。しかし、比例代表では134万票を増やして6議席を上積みした。また、日本維新の会が11から41議席と大きく議席を伸ばし、同党が本拠地とする大阪・兵庫では自民の議席を奪ったが、「改憲勢力」としては、選挙前より議席を増やす結果となった。
同年11月10日、第2次岸田内閣（自公連立政権）成立。

### 統一教会とパーティー券問題、大型選挙で連敗
2022年（令和4年）7月、第26回参議院議員通常選挙の選挙運動中に安倍晋三元首相が銃撃を受けて殺害される事件が発生した。暗殺犯は世界平和統一家庭連合（旧統一教会）の家庭の出身（宗教二世）であった。

弔い選挙となった参院選では自民党が参議院の第1党の地位を維持したが、前述の事件の背景にあった自民党及び所属議員らと統一教会の長年の関係を問題視する動きが強まるなど、政局は急変した。

さらに2023年（令和5年）11月、一部の派閥において、政治資金パーティーの収入を過少記載していた可能性があると報じられた。これを受けて、党内6派閥の内、4派閥が解散を決定またはその意向であることが発表された。
2024年 (令和6年) 9月、岸田文雄の総裁任期満了に伴う総裁選挙(9月14日告示)がでは、岸田が次期総裁選への立候補を行わなかった。過去最多の9人の候補者によって選挙戦が行われ、9月27日の投開票では、どの候補も過半数に満たなかったため、1位の高市早苗、2位の石破茂の決選投票となり、最終的に石破茂が第28代自由民主党総裁に就任した。
10月1日の岸田の任期満了に伴い、石破茂は総裁に就任すると共に執行部を発足させた。同日、臨時国会で行われた首班指名選挙において、石破が第102代内閣総理大臣に指名された。石破は総裁選後「解散総選挙をすぐに行うつもりはない」ことを言及していたが、総裁就任後の会見で同月9日に衆議院を解散、次期衆院選を15日公示、27日投開票の日程で行う方針を表明した。同日に第1次石破内閣が発足し、表明通り約1週間後の同月9日に衆議院を解散した。解散後の会見で石破は選挙における勝敗ラインを与党での過半数維持以上とし、解散名を「日本創生解散」とした。総選挙では前述の政治資金パーティー収入の裏金問題に関与した一部の候補者（主に安倍派・二階派を中心とした候補者）については非公認や比例重複を認めない措置を行った。
しかし、10月27日の投開票の結果、自由民主党の獲得議席は公示前から67議席減となる191議席にとどまり、安定多数、単独過半数を得られなかった。また、連立相手の公明党も関西で日本維新の会などに全敗するなど苦戦し、与党の合計議席は215議席となり、過半数の233議席に及ばない大敗を喫した。結果を受け、石破は「非常に厳しいご審判をいただいたと認識している。謙虚に厳粛に受け止めている」と述べ、自らは続投する意向を示した。
選挙後、政治資金パーティー収入の不記載問題で自民党から公認されず当選した3人を含む無所属の6人に自民党会派入りを要請した。
与党の過半数割れを受け、選挙前には自公で15個保持していた常任委員会のポストの割り振りを自民党9、立憲民主党5、日本維新の会、国民民主党、公明党がそれぞれ1とすることを立憲民主党との協議で決定。通常与党に配分されることの多い予算委員長のポストについても30年ぶりに野党が担当することになった。
また、選挙で躍進した国民民主党との103万円の壁・ガソリンの暫定税率廃止等の政策協議も開始された、具体的には103万を超えると発生する所得税を178万円まで引き上げるものであった、選挙により躍進した国民民主党と与党自由民主党、公明党で3党の税制調査会長会談、幹事長会談が行われた、その後3党協議により幹事長らによる署名により、来年中に178万円を目指しそれを引き上げることが決定した、またガソリンの暫定税率廃止も決定した。
しかし、2025年に入ると2月に自民党が示した所得税の非課税枠を年収に応じて変える案に対し、一律での引き上げを求める国民民主側が幅広い層の手取りの増加につながらないとして受け入れに難色を示し、公明党が提示した所得税の非課税枠を上乗せする年収の範囲を自民党案の500万円以下から850万円まで拡大する案も国民民主側の合意を得られず、自民・公明の連立与党と国民民主の認識の隔たりが大きく、前年の合意が揺らぐ展開となっている。
支持率は低迷し、前年から燻る政治資金パーティー収入の不記載問題が東京都議会の自民党都議団にも波及し公認作業が遅れるなどの影響が出ているほか、石破内閣が前年12月に決めた高額療養費制度の利用者負担の上限額を同年8月以降、段階的に引き上げる政府方針を巡って、患者団体や医療関係者、野党などから強硬な反対にあった上に与党内からも凍結論がでるなど混迷した。石破は一部見直しを行う意向を2度にわたって表明したものの、自民党内から参院選への影響を指摘する意見もあったことで、最終的に3月8日に石破は固執していた同年8月の利用者負担上限額引き上げの方針を撤回する形となった。さらに追い打ちをかける形で、石破が3月3日に首相公邸で主催した自党の衆議院当選1回議員に対する懇談会に際し、自身の事務所から各議員に対し10万円の商品券を配布したと各メディアより報道され、「政治とカネ」を巡る問題の最中、首相自ら政治資金規正法違反に問われかねない問題が浮上するなど、石破に対する批判が与野党双方から強まっている。
その一方で日本維新の会とは教育無償化の具体策や社会保険料の負担軽減策について自民・公明との三党間で同年2月に合意した。維新側は連立与党入りは否定しつつも急速に接近しつつあり、同年3月4日の新年度予算案の衆議院本会議採決では、国民民主が反対に回った一方で維新は賛成票を投じ、少数与党ながら野党の修正要求を取り込む形で可決された。
6月22日に投開票を迎えた東京都議会議員選挙では諸問題の影響を受ける形で逆風が直撃し、前回の都議選から一転して2017年の23議席を下回る18議席獲得に留まった。いわゆる「裏金問題」の引責により非公認となった2人を含む自民党系無所属3人の追加公認を含めても21議席で都議選過去最低議席となり、都議会第一党を都民ファーストの会（31議席）に明け渡す形となる大敗を喫した。
7月20日の第27回参議院議員通常選挙では、石破は勝敗ラインとして非改選議席とあわせ、与党で過半数を目指す意向を示した。しかし、選挙区27議席・比例12議席の合計39議席となり、改選52議席から13議席を減らす大敗を喫した。1989年の36議席、2007年の37議席に次いで3番目に低い獲得議席となった。比例で12議席に留まるのは2010年と並ぶ過去最低の記録で、得票率も過去最低。選挙区では大阪で27年ぶり、香川では18年ぶり、鹿児島では1人区になって以来初めて議席を失ったほか、和歌山では衆院選のリベンジを狙った二階伸康が再び落選するなど保守王国での取りこぼしも目立ち、さらに急伸した参政党が保守票を割った。東京で元厚労大臣で党参院議員会長の武見敬三、比例では元参院議長の山東昭子や党幹事長代理の佐藤正久らが落選。32ある1人区では14勝18敗で非自民候補に負け越した。前回2022年の28勝4敗から半減し、前々回2016年に1人区が32になって以来最低。石破の地元である鳥取・島根や福井、山口などで勝利したものの、四国で全敗、東北で1勝5敗に終わった。公明党と合わせた与党の合計でも、47議席に終わり、非改選議席と合わせ122議席となり、過半数の125議席を割り込んだ。自民党を中心とした政権が衆参両院でともに過半数を割り込むのは1955年の結党以来初めて。翌21日、石破は会見で総理と総裁を続投する意思と執行部も全員続投させる意向を表明。
選挙後の7月28日、両院議員懇談会を開催。石破茂総裁は続投する意向を表明。ただ、党内では、石破を含む執行部の責任を求める声が上がり、第218回国会（臨時会）を挟んだ8月8日に両院議員総会を開催。石破の辞任や総裁選挙の前倒し実施を求める声が相次ぎ、総裁選挙については総裁選挙管理委員会に対応を一任し検討することを決定。

## 略年表

### 前史
- 1953年頃から、保守合同への動きが活発化[183]。
- 1954年11月 - 改進党と日本自由党の合同により日本民主党を結成[183]。
- 1955年5月 - 自由党・日本民主党の両党幹部会談[183]。
- 1955年6月 - 緒方竹虎・自由党総裁と鳩山一郎・日本民主党総裁による党首会談。「保守勢力を結集し、政局を安定させる」ことで意見の一致をみる。両党から選出された委員からなる政策委員会・新党組織委員会が置かれる[183]。
- 1955年10月 - 政策委員会・新党組織委員会を新党結成準備会に切り替える。

### 結党から1970年代まで
- 1955年11月15日 - 日本民主党と自由党の合併（保守合同）により結成。東京・神田の中央大学講堂において、結成大会を開く。当初は総裁を置かず「総裁代行委員」を置き、鳩山一郎（首相で日本民主党総裁）、緒方竹虎（自由党総裁）、三木武吉（日本民主党総務会長）、大野伴睦（元衆議院議長）の4人が務めた。所属国会議員は、衆議院298名、参議院115名[183]。
- 1956年4月5日 - 総裁選を施行し、鳩山一郎首相を初代総裁に選出。
- 1956年7月8日 - 結党後初の大型選挙となる第4回参議院議員通常選挙において、122議席に終わり、過半数獲得に失敗。
- 1956年12月14日 - 総裁選を施行し、石橋湛山通産相が岸信介元商工相に決選投票で逆転勝利し、第2代総裁に選出。
- 1957年2月1日 - 池田勇人の仲介により、吉田茂元首相と佐藤栄作が入党。
- 1958年5月22日 - 結党後初の総選挙となる第28回衆議院議員総選挙で287議席を獲得し、166議席の日本社会党に勝利。
- 1960年11月20日 - 第29回衆議院議員総選挙において296議席を獲得。
- 1976年6月25日 - 河野洋平ら6名[注釈 18] が離党、新自由クラブ結成（1986年8月15日解党、大半が自民党に合流）。
- 1976年12月5日 - 第34回衆議院議員総選挙で大敗、初めて公認候補の当選者数が衆議院での過半数を割る（直後に保守系無所属議員の追加公認で過半数を確保）。

### 1980年代
- 1983年12月18日 - 第37回衆議院議員総選挙で再び公認候補の当選者数が衆議院での過半数を割る（これまで同様、保守系無所属議員の追加公認で過半数を確保）。同月27日、結党以来初の連立政権を新自由クラブと結成する（第2次中曽根康弘内閣）。
- 1984年9月19日 - 自由民主党本部放火襲撃事件（未解決、公訴時効成立）。本部ビルの一部を焼かれる。
- 1989年7月23日 - 第15回参議院議員通常選挙で日本社会党に大敗、初めて追加公認を合わせても参議院での過半数を失う。

### 1990年代
- 1993年7月18日 - 第40回衆議院議員総選挙直前に離党者が続出、公示前議席の維持に留まり、比較第1党であるものの、追加公認を合わせても衆議院の単独過半数に届かず。
- 1993年8月9日 - 宮澤喜一内閣総辞職、非自民・非共産連立政権の細川護煕内閣が発足し、結党以来初めて野党となる。その後、自民党議員の離党が五月雨式に相次ぐ。
- 1994年6月30日 - 村山富市日本社会党委員長を首相とする社会党・さきがけとの自社さ連立政権が（村山富市内閣）発足。約11か月ぶりに与党に復帰。自民党が首相指名選挙で他党の党首へ投票をしたのは史上初めて。
- 1995年 7月 - 第17回参議院議員通常選挙で比例区第1党を最大野党・新進党に奪われた。
- 1996年1月11日 - 約2年半ぶりに自民党総裁を首相とする橋本龍太郎内閣が発足。
- 1997年9月5日 - 約4年ぶりに衆議院の単独過半数を回復[注釈 19]。
- 1998年6月1日 - 社さ両党との連立を解消。
- 1999年1月14日 - 自由党と連立政権樹立（小渕恵三内閣）。（自自連立）
- 1999年10月5日 - 公明党・改革クラブ (1998-2002)とも連立政権を組む（小渕恵三内閣）。（自自公連立）

### 2000年代
- 2000年4月1日 - 自由党との連立を解消。同党から分裂した保守党（2002年12月、保守新党に改組）と連立を組む。（自公保連立）
- 2003年11月21日 - 保守新党を吸収合併。（自公連立）以降、公明党との二党連立体制が定着する（現在に至る自公連立政権開始）。
- 2005年11月22日 - 立党50周年記念党大会で「新理念」、「新綱領」、「立党50年宣言」を採択。同時に日本国憲法改正案として党議決定した「新憲法草案」を正式発表。
- 2007年7月29日 - 第21回参議院議員通常選挙で野党第1党である民主党に大敗。結党以来初めて参議院第1党から転落。
- 2009年8月30日 - 第45回衆議院議員総選挙で解散前を大幅に下回る119議席の歴史的大敗、結党以来初めて衆議院第1党の地位を失い、民主党へそれを明け渡す。
- 2009年9月16日 – 麻生内閣（麻生太郎総理総裁）総辞職、民社国連立政権の鳩山由紀夫内閣発足。約15年ぶりの野党転落。
- 2009年9月28日 – 総裁選で後継総裁として谷垣禎一が、河野洋平以来2人目の（総理を兼任しない）野党党首として就任。

### 2010年代
- 2010年1月24日 - 第77回定期党大会にて、国粋主義・復古主義・右翼色を強めた「平成22年（2010年）綱領」[9] を発表。
- 2010年7月12日 - 第22回参議院議員通常選挙で改選前を13議席、与党第1党である民主党を7議席上回る51議席を獲得。9年振りに改選第1党となる。
- 2012年4月27日 - サンフランシスコ講和条約締結60年に当たり、新しい改憲試案を発表（2005年試案をさらに改定）。
- 2012年9月26日 – 谷垣の任期満了に伴う総裁選で、安倍晋三が総裁に再就任。
- 2012年12月16日 - 第46回衆議院議員総選挙で294議席を獲得し、衆議院第1党に返り咲く。
- 2012年12月26日 – （野田第3次改造内閣総辞職に伴い）第2次安倍内閣（安倍晋三総理総裁）発足。約3年にわたった民主党政権が終焉を迎え、公明党とともに3年ぶりに政権与党復帰（自公連立政権復活）。
- 2013年7月21日 - 第23回参議院議員通常選挙において、第19回参議院議員通常選挙以来12年ぶりに比例区において第1党となるなど、現行選挙制度下で最多となる65議席を獲得。公明党の獲得議席および非改選議席を合わせると自公連立与党が優位となり、前年の総選挙以来続いていた両院のねじれ状態が解消された。
- 2014年12月14日 - 第47回衆議院議員総選挙において、単独で絶対安定多数の266を超える291議席を獲得。公明党と合わせて計326議席を獲得、議席数の3分の2以上を維持。
- 2016年7月10日 - 第24回参議院議員通常選挙において、選挙区で37、比例で19、合わせて56議席を獲得した（非改選と合わせて121議席）。
- 2016年7月23日 - 無所属の参議院議員1名が入党し、27年ぶりに参議院で過半数（122議席）を回復した。
- 2017年3月5日 - 第84回定期党大会が開催され、その中で自民党総裁の任期を従来の「連続2期6年」から「連続3期9年」に延長することを正式決定[184]。
- 2017年7月2日 - 2017年東京都議会議員選挙において、23議席に終わり、都議会第一党を都民ファーストの会に明け渡し、2009年都議選の38議席を大幅に下回る過去最低の大惨敗を喫した[185]。
- 2017年10月22日 - 第48回衆議院議員総選挙において、単独で284議席を獲得し圧勝。公明党と合わせて計313議席を獲得、議席数の3分の2以上を維持。
- 2018年11月1日 - 日本のこころを吸収合併[186]。
- 2019年7月21日 - 第25回参議院議員通常選挙において、選挙区で38、比例で19、合わせて57議席を獲得した。この結果、3年ぶりに参議院で過半数を失った。

### 2020年代
- 2020年9月14日 - 安倍晋三の持病悪化による辞任表明を受けて施行された総裁選で、内閣官房長官の菅義偉が後任の総裁に就任。
- 2020年9月16日 - 第4次安倍第2次改造内閣総辞職、菅義偉内閣成立。
- 2021年9月29日 - 菅の任期満了に伴う総裁選で、岸田文雄が後任の総裁に就任。
- 2021年10月4日 - 菅義偉内閣総辞職、第1次岸田内閣成立。
- 2021年10月31日 - 第49回衆議院議員総選挙において、単独での絶対安定多数となる261議席（うち2議席は追加公認）を獲得した。
- 2021年11月10日 - 第2次岸田内閣成立。
- 2022年7月8日 - 安倍晋三銃撃事件。暗殺犯が世界平和統一家庭連合（旧統一協会）の家庭の出身（宗教二世）であったことから、旧統一教会問題が明るみになる。
- 2023年6月 - LGBT理解増進法案に賛成し、成立[187]。保守派の自民離れが進行した[188][189]。
- 2023年11月 - 一部の派閥において、政治資金パーティーの収入を過少記載していた可能性があると報道（政治資金パーティー収入の裏金問題）。これを受けて、党内6派閥の内、4派閥が解散を決定またはその意向であることが発表された[145][146]。
- 2024年9月27日 - 岸田の総裁任期満了に伴う2024年自由民主党総裁選挙で、石破茂が後任の総裁に就任。
- 2024年10月19日 - 5時40分ごろ、党本部に火炎瓶が投げつけられ、門扉や現場付近の機動隊車両の一部を焼損させるなどした[190]。その後、犯人は首相官邸に車で突っ込もうとしたが柵に阻まれ、その場で現行犯逮捕された[190]。
- 2024年10月27日 - 第50回衆議院議員総選挙で単独過半数に満たない191議席を獲得。公明党と合わせても215議席で、野党に転落した2009年の衆院選以来、政権与党として15年ぶりに過半数を失った。
- 2024年11月11日 - 第2次石破内閣成立。
- 2025年6月22日 - 東京都議会議員選挙。21議席（うち3議席は追加公認）の獲得に終わり、都議選で過去最低となる大敗。都議会第一党を都民ファーストの会に明け渡す。
- 2025年7月20日 - 第27回参議院議員通常選挙。過去3番目に少ない39議席の獲得で敗北。公明党をあわせても過半数を割り込んだ。自民党が中心となる政権の与党が衆参両院で過半数を割るのは結党以来初。

## 政策

### 1955年結党時
1955年（昭和30年）の結党時には、「立党宣言」、「綱領」、「党の性格」、「党の使命」、「党の政綱」の5文書を作成した。

#### 立党宣言
1955年（昭和30年）の「立党宣言」で政治の使命は民生の安定、公共福祉の増進、自主独立、平和の確立とし、立党の政治理念は議会民主政治と、個人の自由と人格の尊厳とした。

#### 1955年綱領
1955年（昭和30年）の「綱領」で以下を記載した。
1. 民主主義、文化的民主国家。
2. 平和と自由、自主独立。
3. 公共の福祉、個人の創意と企業の自由、経済の総合計画、民生安定と福祉国家。

#### 党の性格
1955年（昭和30年）の「党の性格」で以下を記載した。
1. 国民政党として階級政党に反対。
2. 平和主義政党として国際連合憲章の精神に則り世界平和に努力。
3. 真の民主主義政党として基本的人権を尊重し、階級独裁や共産主義に反対。
4. 議会主義政党として、極左・極右の全体主義に反対。
5. 進歩的政党として、闘争や破壊は排し伝統と秩序を保持しつつ現状改革。
6. 福祉国家の実現をはかる政党として、社会主義経済と独占資本主義を廃し、自由企業を基本に計画性を付与し生産増強、社会保障、完全雇用、福祉国家を実現。

#### 党の使命
1955年（昭和30年）の「党の使命」では、冷戦下の国際情勢にあって社会主義や共産主義など東側諸国といった反米勢力を批判し、日本国憲法と戦後民主主義を“日本の弱体化の一因”と指摘。“正しい民主主義と自由こそが必要であり、わが党は憲法改正で国民の負託に応える”と述べた。

#### 党の政綱
1955年（昭和30年）の「党の政綱」で、以下を記載した。
1. 国民道義の確立と教育の改革 - 正しい民主主義と祖国愛の高揚、国民情操の純化向上
2. 政官界の刷新 - 選挙制度や公務員制度の改正、中央と地方の責任行政体制、行財政の効率化
3. 経済自立の達成 - 年次計画による経済政策、農林漁業の安定、中小企業の振興、労使協力体制の確立、原子力の平和利用
4. 福祉社会の建設 - 社会保障施策の整備、生活環境の改善、社会正義に立脚した福祉社会
5. 平和外交の積極的展開 - 自由民主主義諸国との協力、国際連合への加入、原水爆の禁止
6. 独立体制の整備 - 現行憲法の自主的改正、自衛軍備

### 2005年綱領
2005年（平成17年）11月22日の党大会で、理念と「新綱領」を発表した。
- 新しい憲法の制定を - 新憲法制定の論議進展
- 高い志をもった日本人を - 人間としての普遍的規範、家族の絆、愛国、地域愛、共助
- 小さな政府を - 行財政改革、地方分権の推進
- 持続可能な社会保障制度の確立を - 少子化対策、持続可能な社会保障制度
- 世界一、安心・安全な社会を - 犯罪やテロとの闘い、災害対策
- 食糧・エネルギーの安定的確保を - 食糧自給率の向上、食の安全
- 知と技で国際競争力の強化を - 中小企業の活力、科学技術立国
- 循環型社会の構築を - 持続可能な循環型社会
- 男女がともに支え合う社会を - 女性の参画、男女の特性認識による責任共有
- 生きがいとうるおいのある生活を - ボランティア活動、スポーツ・芸術、高齢者や障害者の社会参加、NGO・NPOとの交流

### 2010年綱領
野党時代の2010年（平成22年）1月24日、第77回定期党大会にて「平成22年綱領」を決定した。
- 「現状認識」として、「国及び国民統合の象徴たる天皇陛下の下に、また日米同盟を基軸とする外交政策で、平和な日本を作り上げ護って来た」とした。立党目的のうち「反共産・社会主義、反独裁・統制的統治」はベルリンの壁崩壊やソビエト連邦の崩壊によって達成されたが、「独自の伝統・文化の喪失、経済成長の鈍化、財政悪化、少子化などの現実」があり、もう1つの立党目的である「日本らしい日本の確立」が重要とした。「平成21年総選挙の敗北を反省し、護り続けてきた自由（自由主義）は市場原理主義でも無原則な政府介入主義でも無い」として、「自立した個人の義務と創意工夫、自由な選択、他への尊重と寛容、共助の精神からなる自由」とした。
- 我が党は常に進歩を目指す保守政党である - 自由主義、民主制、秩序の中の進歩、真実を語る、多様な組織との対話
- 我が党の政策の基本的考え - 新憲法の制定、自主防衛、自助自立する個人の尊重、市場経済、地域社会と家族の絆、公正な政策、財政の効率化と税制改正
- 我が党は誇りと活力ある日本像を目指す - 家族・地域社会・国への帰属意識、合意形成を怠らぬ民主制、努力するものが報われる社会、国債残高の減額、世界平和への義務

### 野党時代の2010年党政策集
- 統治制度では、国会議員定数の大幅削減、二院制のあり方の検討、「天下り」根絶など[195]。
- 経済財政面では、デフレ脱却、法人税の引き下げ、郵政民営化の推進、消費税の「当面10%」など[196]。2012年の「国土強靭化基本法案」で3年間で15兆円、10年間で200兆円の公共投資[197]。
- 外交では、「日米同盟（＝日本国とアメリカ合衆国との間の相互協力及び安全保障条約）堅持はわが国の外交の基軸」として、地元の負担軽減と在日アメリカ軍再編を進め、アジア諸国との協力関係構築、保護主義への反対と自由貿易の推進、自衛隊の海外派遣の推進など[198]。普天間移設問題では辺野古への移設を含む日米合意を推進。
- 農林水産業では「日本型直接支払い」と「経営所得安定制度」の創設、地方自治では「総額2兆円の緊急交付金」、道州制の推進など[199]。
- 環境問題では、温室効果ガス削減のため、再生可能エネルギーの推進、原子力政策の推進など[200]。
- 教育問題では、国旗・国歌の尊重、「過激な」性教育やジェンダーフリー教育への反対、自虐史観偏向教育への反対など[201]。
- 民主党(当時)の選択的夫婦別姓法案に反対[202]。
- 永住外国人への地方参政権付与に反対[202]。

### 憲法草案
- 「憲法の自主的改正」（自主憲法制定）を党是とし、2005年に「新憲法草案」を、2012年に「憲法改正草案」を発表した[203][204][205]。2021年9月現在、自民党は改憲の論点として「自衛隊明記」「緊急事態条項制定」「合区解消」「教育無償化」の4点を掲げている[206][207][208]。

## 組織

### 党員
最低限の要件として、党則第3条において「本党の目的に賛同する日本国民で、党則の定めるところにより忠実に義務を履行すると共に国民大衆の奉仕者として積極的に党活動に参加する者」と定められている。また、「年齢については、別途定める」とされている が、18歳選挙権が施行された2015年（平成27年）現在は、満18歳から入党申し込みをすることが可能である。
入党を希望する者は、所定の入党申込書に本人が自筆で記入し、初年度の党費を添えて支部または都道府県支部連合会に提出する。その際に、既存党員1名の紹介を受けることが必要である。
党籍は一般党員、家族党員、特別党員の3種類に分かれており、一般党員の党費は年間4,000円。家族党員は年額2,000円だが、同一生計内に一般党員1名を必要とする。特別党員は年間20,000円以上であれば、政治資金規正法の範囲内で出す金額を自由に決められる。なお、一般党員であっても自由国民会議会員と両立することができ、政治資金の面でより強力かつ効果的な支援をすることができる。
20歳以上（もしくはその年に20歳になる者）で直近2年間連続して党費の滞納がないことを条件に、総裁選の投票権が与えられる。
他党から自民党への移籍を希望するときは、国会議員の場合は総裁または幹事長、都道府県議や自治体議員は県連会長に直接会って了承されなければならない。
党員数は1991年（平成3年）には約547万人を記録していたが、その後は名義貸し党員の表面化や法改正による禁止措置などを受け一貫して減少傾向にある（後述）。参院選比例代表の非拘束名簿式が導入された2001年（平成13年）には200万人を割り、野党転落した2009年（平成21年）末には所属国会議員の激減や支持団体が離反が相次いだこともあり、結党以来初めて100万人を割った。2012年（平成24年）に78万9348人 を記録したのが底で、2013年以降は回復傾向を見せており2016年（平成28年）9月には100万人の大台を回復した。

#### 名義貸し党員
自民党の党員はピーク時の1991年（平成3年）には547万人いたが、積極的に活動したのは半数にも満たなかった。これは、特に職域支部において明らかに党活動に参加する意思のない者が支部を通じて入党したかのように見せかける「名義貸し」が行われていたことが原因である。

当時は総裁選における党員・党友票の扱いが現在と異なり、有効投票1万票を議員票1票に換算して基礎票としていたため、たとえ1票の重みが議員票の1万分の1であったとしても、1人でも多くの個人党員を獲得することが議員の所属する派閥が推す候補者を総裁選で勝たせるのに必要であったという事情がある。

また1983年（昭和58年）に導入された参議院比例代表選挙で、自民党の名簿上位に登載されるには立候補予定者が自らの傘下の党員を多く獲得しその名簿を提出する必要があったため、立候補予定者が所属または関係していた利益団体が党費を立て替えて支持者、宗教団体であれば信者を多数自民党に入党させることもあり、それが弊害化していった。
名義を貸しただけの党員の党費は支部自体や、支部を構成する圧力団体が行う政治献金によって払われたものとして処理されていた。党員証も支部預かりとなって本人には渡されず、当時の機関紙だった「自由新報」も各個人まで届かなかった。1990年代に党員数が急減したのは、政治資金規正法の改正によって名義貸しが罰則付きで禁止され、急速に解消されていったことにも一因がある。

### 本部

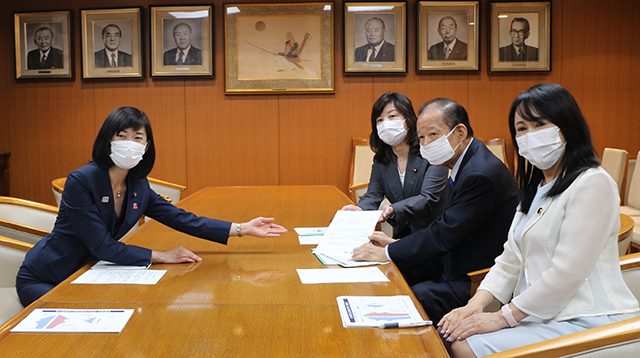
党本部の総裁応接室

2021年（令和3年）9月現在の自由民主党本部事務総長は元宿仁である。

#### 建物・敷地
国会議事堂の北西にある国有地（財務省所有）を年間約8970万円（2011年時点）で賃借し、その土地上に建築した9階建てのビル「自由民主会館」を本部としている。1966年（昭和41年）3月24日落成。所有者は一般財団法人自由民主会館。延べ床面積は約1万5600平方メートルで大規模な本部ビル ではあるが、約1万6000平方メートルある日本共産党本部の方が大きく、日本最大ではない。設計は同党参議院議員（当時）で建築士の石井桂が、施工は同党参議院議員（当時）の鹿島守之助が会長を務めていた鹿島建設がそれぞれ担当した。

自由民主会館が竣工するまでは東京都千代田区平河町の砂防会館本館2・3階を党本部として賃借していた。東京オリンピック開催に伴う国道246号の拡幅工事で立ち退きが必要になったため、同様に立ち退きを迫られた日本社会党（後の社会民主党）と共に国有地を割り当てられたという経緯がある。
衆議院が所有する国有地約1,320平方メートルを、無償で、衆議院議員用の駐車場として利用しているが、「他党の衆議院議員の利用は、警備上の理由などで断っている」という。

### 参議院自由民主党
参議院自由民主党は各種業界・団体代表者の割合が高く、このためもあって派閥に対する帰属意識が衆院に比べて弱い。1989年（平成元年）の第15回参議院議員通常選挙で大敗、過半数割れして以降、自民党の参院勢力は常に過半数割れか、もしくは半数ギリギリの状況であるため、参院対策が重要視されている。

参院自民党の執行部人事は総裁の専権事項ではなく、参院議員会長の指名により決定する。ただし、会長が所属する派閥の領袖たる衆議院議員の指令で決定してしまい、結果的に長老支配や密室政治の温床となることもある。

また、閣僚人事も派閥領袖より参院議員会長・参院幹事長の意向が優先される参議院枠が存在する。特に、参院議員会長の影響力が強いと総理総裁の人事権や派閥力学を超えて、閣僚人事権を事実上支配することもある。
参議院合同選挙区（合区）について、一票の格差の最高裁判決を受け入れて2015年（平成27年）7月に4つの選挙区を2つに合区することを受け入れたものの（旧鳥取県選挙区及び旧島根県選挙区→鳥取県・島根県選挙区、旧徳島県選挙区および旧高知県選挙区→徳島県・高知県選挙区）、「2016年（平成28年）参院選から実施された後は、問題が多い」として憲法改正を含めた上での合区解消を主張している。

### 離党と賞罰
一般党員の場合、毎年5月以降に所属の支部を通じて党費の請求を行い、その年の年末（12月28日）までに納入が確認できなければ、自動的に離党扱いとなる。
現職国会議員が離党する場合、幹事長宛に離党届を提出 し、党紀委員会において処分の対象にならないことを確認した上で了承を得る必要がある。地方議員は都道府県支部連合会会長宛てで同様の手続きを踏む。党紀委員会または県連会合で了承されないときは処分の対象となり、その場合多くは除名となる。また議員及び党員が汚職または選挙違反などの刑事事犯により逮捕された場合は、判決確定まで党員資格停止とし、禁固以上の有罪判決が確定したときは無条件で除名に切り替える。不起訴、起訴猶予になったとしても自民党の名誉を傷つけたと判断されれば処分の対象にすることができる。
このほか、党紀委員会の処分としては重い順に、除名、離党勧告、党員資格停止、公認取り消し、国会・政府での役職停止、党内役職停止、幹事長厳重戒告、党則遵守勧告がある。また、幹事長が出せる処分としては国会・政府での役職停止の前に「辞職勧告」をすることができる。

このうち、党員資格停止、党内役職停止は最大2年までの期限付きとする。離党勧告は期限を付けることができる。期限付きとなった場合、その期限までに離党届が提出されたときは党紀委員会でこれを了承しなければならず、将来の復党の可能性も与えられる。提出されない場合は除名処分に切り替わる。
一度離党した議員が復党を希望する場合は、入党申込書を県連ではなく幹事長、場合によっては総裁宛に提出し、最低でも党紀委員会の審査を受けて了承されなければならない。この時、除名処分を受けていると原則として二度と復党できず、同時に所属していた自民党会派も退会となる。

### 定年制と衆議院総選挙比例優遇
定年制を設けており、衆議院比例区候補は73歳、参議院比例区は70歳の定年制を設けている（ただし、例外が適用されて衆議院は73歳以上、参議院は70歳以上の議員が比例区で公認される場合もある）。
衆議院総選挙の比例区でコスタリカ方式の候補者を除いて、比例名簿上位登載は連続2回までとなっている。

## 地方組織

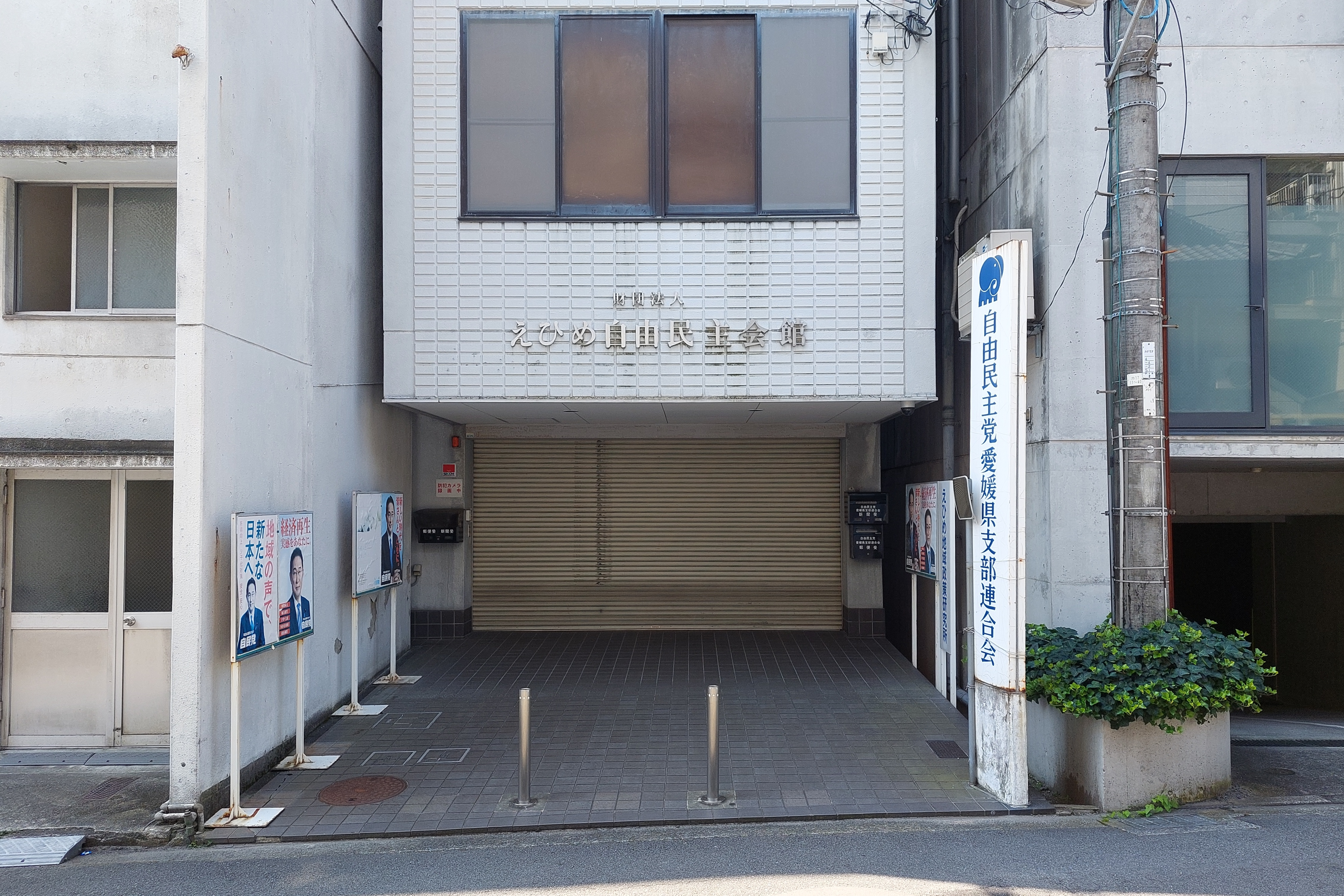
愛媛県支部連合会（松山市東雲町）

自民党は衆議院の小選挙区、参議院の選挙区ごとに選挙区支部、基礎自治体ごとに支部（地域支部）を擁する ほか、一定の職域ごとに職域支部（しょくいきしぶ）を設置することができる とされており、47都道府県ごとにこれら支部を束ねる連合会を設置している。会員は党員と、全ての党所属議員。都道府県支部連合会は通常、県連（けんれん、1都1道2府以外の43県）、都連（とれん、東京都）、府連（ふれん、大阪府と京都府）、道連（どうれん、北海道）などと省略される。
県連会長は、現職国会議員から選出することを原則とする。県連が分裂状態になって前会長が辞任した場合など、やむを得ない時は都道府県議会議員から選出した例もある。県連幹事長は地元の都道府県議会議員から選出するのが通例である。県連総務会長、政調会長は都道府県議会議員だけでなく、同一県内にある政令指定都市の市議会議員からも選出されるが、東京都連のように幹事長以外が全て国会議員という例も可能である。

### 選挙区支部
衆議院選挙区支部は、小選挙区選挙で勝利した現職議員を支部長とするのが基本だが、比例復活当選した議員、および次回総選挙における小選挙区公認予定者も所属する。ただし、比例復活者に対しては「支部長選任基本方針」 とよばれる内規に基づき、毎年審査が行われる。
小選挙区での敗北が1回の者については選挙終了後に選挙区支部長に再任するが暫定的なものとし、1年後に活動内容の審査を行い総裁と幹事長の許可を得て正式なものとなる。直近2回以上連続で小選挙区敗退し比例復活となった者については、次の総選挙まで1年ごとに審査を繰り返し、最悪の場合は支部長交代という形で政界から引退させることも視野に入れる。直近2回連続で小選挙区敗退、比例復活もできずに落選した者は、以後原則として自民党の公認を受けることができなくなる。ただし2回連続小選挙区敗退時に40歳以下の若い候補者 や、立憲民主党、日本維新の会など野党の対立候補者が際立って強い地盤を持っている選挙区、前回の選挙で僅差の接戦を演じて敗れた、または前回選挙時に野党公認だった現職の自民党への鞍替えを地元が拒否したりなど特段の事情がある場合は考慮する。
支部長選任基本方針は衆議院総選挙の終了後に改正されるのが慣例となっており、最近では2024年（令和6年）11月に改正された。この改正では2回以上連続で比例復活した者は次回選挙で重複立候補しても名簿下位とする原則が決定された。
参議院選挙区選挙の当選者と次回立候補予定者は、都道府県連の下に置かれる「参議院選挙区支部」の支部長となる。衆議院比例代表単独で立候補し当選した議員、および参議院比例区選出議員は出身都道府県ごとに置かれる衆参両院どちらかの「比例区支部」に所属しその支部長となる。また、都道府県知事や基礎自治体の長、地方議会議員が自民党の公認を受け当選した場合には、選挙区を管轄区域とする「地方選挙区支部」を当選者1人につき1つ置くことができる。さらに、党員ではあるが選挙区に空きがない有力候補予定者のために都道府県に「衆議院選挙区第二支部」、また他の政党から自民党へ移籍した現職議員を処遇するために第二支部と同じ位置付けの「衆議院選挙区支部」を置く事がある。

### 地域支部
地域支部には、地元の選挙区選出の都道府県議会議員と、その地域の基礎自治体議会の議員が所属するが、国会議員が選挙区支部長と兼任で地域支部長を務める場合もある。選挙区支部の国会議員や公認予定者と緊密な連携を取ると共に、地域内の一般党員の受け皿となる。

### 職域支部
自民党の職域支部は、業界団体などにおいて50人以上の党員が集まった場合、党本部と都道府県支部連合会の許可を得て発足させることができる。ただし、東京都支部連合会においては業界団体中央が作る政治組織がそのまま支部とみなされることも多い。

### 分権型政党組織の弊害による党内対立・関西での凋落
善教将大関西学院大学法学部教授は2023年に日本維新の会の関西での一強の背景について、「国政選挙では自民党投票層」の約3割が、地方選挙では維新の会に入れているからと述べている。こうなった理由について、自民党本部、都道府県支部、市区町村支部が比較的分権や対等な関係であることが足をひっぱり、大阪府・大阪市の二重行政問題を自民党が大阪府議会・大阪市議会与党時代に解消出来なかったことが理由だと指摘している。⾃⺠党の組織的特徴として、都道府県連は党本部からの⾃律性が他党よりも⾼く、県連(府連)や市連が党本部の⾔うことに従うとは限らない「分権型政党組織」である。そして、⼤阪の場合は、「地方支部が⾃律性を持つ」という⾃⺠党の特徴がマイナスに働き、維新府政・市政開始以前の長年の府市の対立に繋がっていた。逆に、維新は「府市⼀体」を武器にし、府内の組織維持しながら、他地域への⽀持拡大に繋げた。
埼玉県議会自民党議員団がLGBT理解増進条例案を主導した。これらは地方議員である同県議員団幹部らが主導した動きであり、自民党を支える「岩盤保守層」の反発が根強い内容であるため、党本部や国会議員らも懸念した。党本部から、2021年に辞めたはずなのに蒸し返すかのような党県連の動きに、党所属国会議員らは懸念を表明し、党県連へ条例案の内容と検討の経緯を問い合わせした。結局、議会の単独過半数を占めているためな可決されたものの、反対派に中傷のビラも撒かれ、採決の場では議員団の提案者の1人が欠席し、議員団の内9人は県議団幹部による怒号の中で退席した。

## 役職

### 党役員
- 2024年（令和6年）11月22日現在[238]

| 役職                                   | 氏名       | 衆参別 | 所属(出身)派閥 所属・役職    |
| -------------------------------------- | ---------- | ------ | ---------------------------- |
| 総裁                                   | 石破茂     | 衆議院 | 無派閥                       |
| 最高顧問                               | 麻生太郎   | 衆議院 | 志公会（麻生派）             |
| 副総裁                                 | 菅義偉     | 衆議院 | 無派閥                       |
| 幹事長                                 | 森山裕     | 衆議院 | 旧近未来政治研究会（森山派） |
| 幹事長代行                             | 福田達夫   | 衆議院 | 旧清和政策研究会（安倍派）   |
| 幹事長代理                             | 西銘恒三郎 | 衆議院 | 旧平成研究会（茂木派）       |
| 幹事長代理                             | 永岡桂子   |        |                              |
| 幹事長代理                             | 佐藤正久   |        |                              |
| 副幹事長                               | 田中良生   |        |                              |
| 副幹事長                               | 中谷真一   |        |                              |
| 副幹事長                               | 宮内秀樹   |        |                              |
| 副幹事長                               | 山田賢司   |        |                              |
| 副幹事長                               | 加藤鮎子   |        |                              |
| 副幹事長                               | 西田昭二   |        |                              |
| 副幹事長                               | 尾崎正直   |        |                              |
| 副幹事長                               | 塩崎彰久   |        |                              |
| 政務調査会長                           | 小野寺五典 | 衆議院 | 旧宏池会（岸田派）           |
| 政務調査会長代行                       | 新藤義孝   | 衆議院 | 旧平成研究会（茂木派）       |
| 政務調査会長代理                       | 細野豪志   | 衆議院 |                              |
| 政務調査会長代理                       | 後藤茂之   | 衆議院 |                              |
| 政務調査会長代理                       | 松島みどり | 衆議院 |                              |
| 政務調査会長代理                       | 井上信治   | 衆議院 |                              |
| 政務調査会長代理                       | 片山さつき | 参議院 |                              |
| 政務調査会長代理                       | 大家敏志   | 参議院 |                              |
| 総務会長                               | 鈴木俊一   | 衆議院 | 志公会（麻生派）             |
| 総務会長代行                           | 逢沢一郎   | 衆議院 | 無派閥                       |
| 総務会長代理                           | 梶山弘志   | 衆議院 | 無派閥                       |
| 総務会長代理                           | 野上浩太郎 | 参議院 | 無派閥                       |
| 国会対策委員長                         | 坂本哲志   | 衆議院 | 旧近未来政治研究会（森山派） |
| 国会対策委員長代理                     | 丹羽秀樹   |        |                              |
| 国会対策副委員長                       | 村井英樹   |        |                              |
| 選挙対策本部長                         | 石破茂     | 衆議院 | 無派閥                       |
| 選挙対策本部長代行                     | 菅義偉     | 衆議院 | 無派閥                       |
| 選挙対策本部長代理                     | 森山裕     | 衆議院 | 旧近未来政治研究会（森山派） |
| 選挙対策委員長                         | 木原誠二   | 衆議院 | 旧宏池会（岸田派）           |
| 広報本部長                             | 平井卓也   | 衆議院 | 宏池会（岸田派）             |
| 両院議員総会会長                       | 有村治子   |        |                              |
| 両院議員総会副会長                     | 松村祥史   |        |                              |
| 衆議院議員総会会長                     | 船田元     | 衆議院 | 平成研究会（茂木派）         |
| 衆議院議員総会副会長                   | 逢沢一郎   | 衆議院 | 有隣会（谷垣グループ）       |
| 参議院議員会長                         | 武見敬三   |        |                              |
| 参議院議員副会長                       | 山本順三   | 参議院 | 清和政策研究会（安倍派）     |
| 参議院議員副会長                       | 末松信介   |        |                              |
| 参議院議員副会長                       | 松村祥史   |        |                              |
| 参議院幹事長                           | 松山政司   | 参議院 | 宏池会（岸田派）             |
| 参議院幹事長代行                       | 岡田直樹   |        |                              |
| 参議院幹事長代理                       | 佐藤正久   |        |                              |
| 参議院政策審議会長                     | 古川俊治   |        |                              |
| 参議院国会対策委員長                   | 石井準一   | 参議院 | 平成研究会（茂木派）         |
| 組織運動本部長                         | 小渕優子   | 衆議院 | 旧平成研究会（茂木派）       |
| 組織運動本部本部長代理                 | 長島昭久   |        |                              |
| 組織運動本部本部長代理                 | 木原稔     |        |                              |
| 組織運動本部本部長代理                 | 山田宏     |        |                              |
| 組織運動本部副本部長                   | 石原宏高   |        |                              |
| 組織運動本部副本部長                   | 平口洋     |        |                              |
| 組織運動本部副本部長                   | 中谷真一   |        |                              |
| 組織運動本部副本部長                   | 青山繁晴   |        |                              |
| 団体総局局長                           | 牧島かれん |        |                              |
| 地方組織・議員総局                     | 尾崎正直   |        |                              |
| 人事局長                               | 山下雄平   |        |                              |
| 経理局長                               | 佐藤勉     |        |                              |
| 女性局長                               | 本田顕子   |        |                              |
| 青年局長                               | 中曽根康隆 |        |                              |
| 労政局                                 | 森英介     | 衆議院 | 志公会（麻生派）             |
| 遊説局局長                             | 石橋林太郎 |        |                              |
| 情報調査局長                           | 小林史明   | 衆議院 | 無派閥                       |
| 国際局長                               | 土屋品子   |        |                              |
| 政治改革本部長                         | 渡海紀三朗 | 衆議院 | 無派閥                       |
| 地方創生実行統合本部長                 | 林幹雄     | 衆議院 | 志帥会（二階派）             |
| 一億総活躍推進本部長                   | 猪口邦子   | 参議院 | 志公会（麻生派）             |
| 子ども・若者輝く未来創造本部長         | 茂木敏充   | 衆議院 | 平成研究会（茂木派）         |
| TPP・日EU・日米TAG等経済協定対策本部長 | 森山裕     | 衆議院 | 近未来政治研究会（森山派）   |
| 内閣第一部会部部会長                   | 國場幸之助 |        |                              |
| 内閣第二部会部部会長                   | 酒井庸行   |        |                              |
| 国防部会部会長                         | 岩田和親   |        |                              |
| 総務部会部会長                         | 島尻安伊子 |        |                              |
| 法務部会部会長                         | 津島淳     |        |                              |
| 外交部会部会長                         | 星野剛士   |        |                              |
| 財務金融部会部会長                     | 宮本周司   |        |                              |
| 文部科学部会部会長                     | 今枝宗一郎 |        |                              |
| 厚生労働部会部会長                     | 長坂康正   |        |                              |
| 農林部会部会長                         | 上月良祐   |        |                              |
| 水産部会部会長                         | 鈴木貴子   |        |                              |
| 経済産業部会部会長                     | 新谷正義   |        |                              |
| 国土交通部会部会長                     | 勝俣孝明   |        |                              |
| 環境部会部会長                         | 高橋はるみ |        |                              |
| 財政健全化推進本部                     | 額賀福志郎 | 衆議院 | 平成研究会（茂木派）         |
| 財政政策検討本部                       | 西田昌司   | 参議院 | 清和政策研究会（安倍派）     |
| 財務委員会委員長                       | 渡辺博道   | 衆議院 | 清和政策研究会（安倍派）     |
| 財務委員会委員                         | 林幹雄     | 衆議院 | 志帥会（二階派）             |
| 財務委員会委員                         | 船田元     | 衆議院 | 平成研究会（茂木派）         |
| 財務委員会委員                         | 森山裕     | 衆議院 | 近未来政治研究会（森山派）   |
| 財務委員会委員                         | 山本有二   | 衆議院 | 無派閥                       |
| 財務委員会委員                         | 武見敬三   | 参議院 | 志公会（麻生派）             |
| 財務委員会委員                         | 鶴保庸介   | 参議院 | 志帥会（二階派）             |
| 党紀委員会委員長                       | 宮沢洋一   |        |                              |
| 中央政治大学院学院長                   | 遠藤利明   |        |                              |

- 現在は解散した派閥も含む。
- 総理総裁、執行部メンバーは慣例として派閥を離脱。
- かつて総裁代行委員が存在したものの、総裁の選出により廃止された。
- 1970年代以前は名誉議員および永年在職表彰を受けた国会議員を顧問に、1980年（昭和55年）からは衆参両院議長および正副総裁の経験者を最高顧問に据えていたが、いずれも1990年代中期までに一旦廃止された。
- 2024年に総裁に就任した石破茂が、副総裁を退任した麻生太郎を最高顧問に指名。同職がおよそ30年ぶりに復活することとなった[239]。

## 支持者

### 自治体別
「人口密度の低い地方の自治体は自民党の得票率が高く、人口が密集した都市部になるにつれて下がる傾向」があると指摘される。その理由としては「戦後、農協などを媒介した基盤を地方に持っていたこと」が挙げられる。
西高東低も特徴である。保守本流中心に都市部と過疎地の経済格差の是正を重視する政策を踏襲してきた55年体制時代は、農山漁村や地方小都市からの支持が根強かったが、55年体制崩壊後は竹下派七奉行の多くら東北の保守本流系有力議員らが離党し、長州閥系の多い自民党に戊辰戦争の遺恨も噴出、東日本地方部で苦戦するようになる（民主王国も参照）。
一方西日本の地方部では、内閣総理大臣経験者を全国最多の8人輩出している山口県（山口県は衆参両院議員が全員自民党所属であるだけでなく、山口県は知事や県内全19市町の首長全員が自民党所属である）を中心とした中国地方、四国地方、九州地方や、北陸三県（富山県、石川県、福井県）など、強固な地盤をもつ。そのほか原子力発電所のある地方自治体でも自民党の得票率が比較的高い。
小泉政権時は、マスコミ報道を効果的に利用した「劇場型政治」や「ワンフレーズポリティクス」などと評され、従来の自民党支持層とは異なる都市部無党派層・従来政治に関心が無かった層からも幅広い支持を集めた。第44回衆議院議員総選挙では党広報担当の世耕弘成が民間企業の広告代理店と協力して自らのイメージを高め対抗勢力のイメージを落とそうとするメディア戦略を行った（「B層」も参照）。

### 年代別
年代別では70歳以上で票を多く集める傾向にあり、高齢層に強いとされてきた。しかし、2010年代に入ると、当時の18・19歳と20代など若年層の支持を集めた点が注目された。逆に中年世代では落ち込んだが、これはリクルート事件や佐川急便事件を青年期に目撃した世代であるためという説がある。
NHKが2021年衆院選の際に実施した出口調査によれば、比例代表の投票先として1番自民党の割合が高いのは18、19歳、次に多いのは20代だった。また、第48回衆議院議員総選挙の出口調査では20代で自民党への投票の割合が50％であり、2021年の衆議院選挙では41％だった。
一方、「若年層では『支持政党なし』とする割合が高く、その層の多くが選挙で棄権するために、自民党への投票の割合が相対的に高くなっているだけである」、「若年層が自民党支持ではなく高齢層が立憲民主党支持」とも指摘された。2019年時点で年代別の政党支持率は自民党の支持率は70歳以上で最も高く、60代、50代、40代がこれに続き、30代以下の支持率は相対的に低くなっていた。
2020年代中盤になると国民民主党、れいわ新選組、参政党といった新党ブームに若年層が流れ、再び若年層支持率が低下した。ただし新党の煽りを受けたのは自民党だけではなく、立憲民主党、日本維新の会、公明党、日本共産党、社会民主党など各党が軒並み若年層支持を下げている。

### 年収別

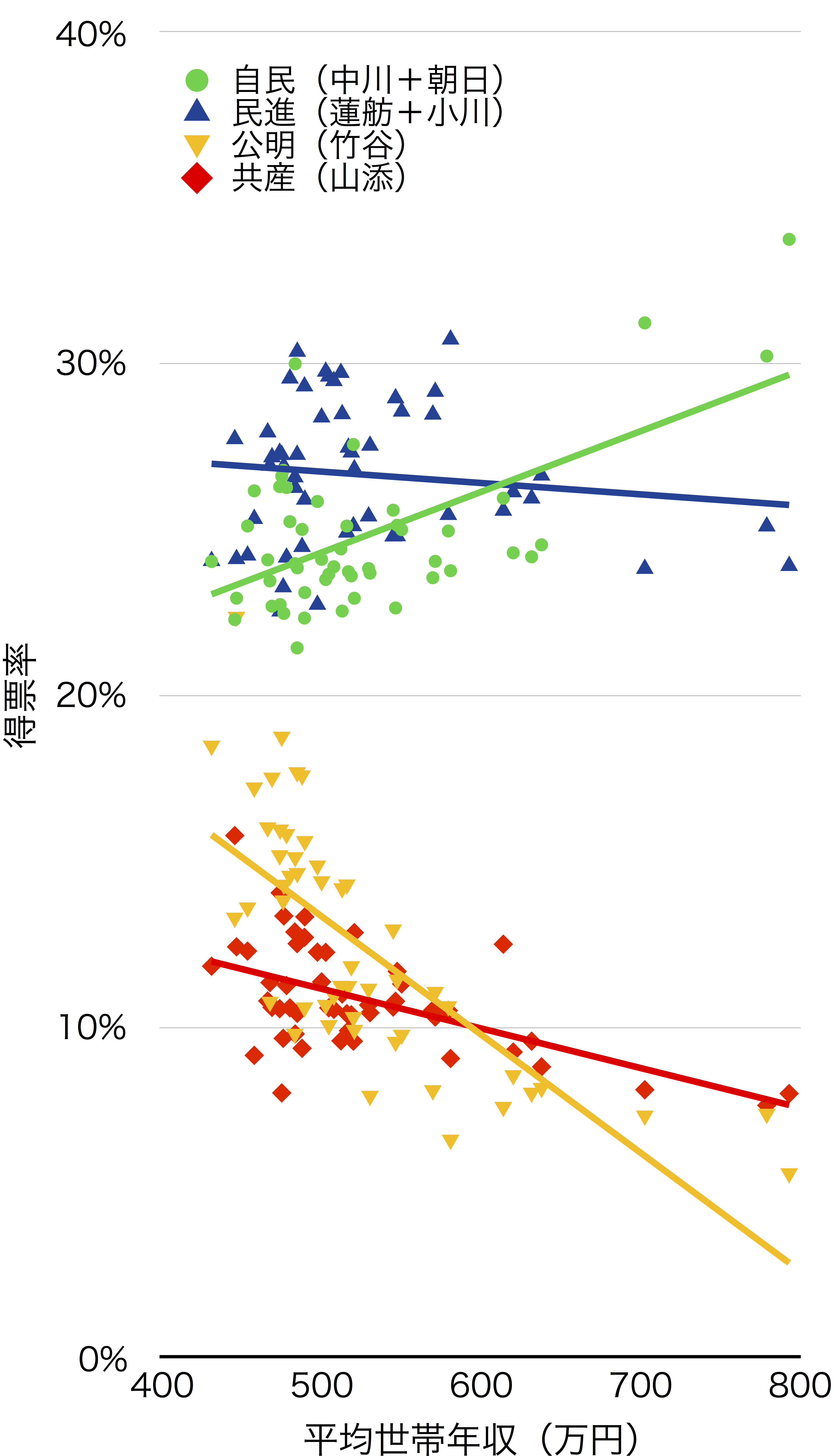
第24回参議院議員通常選挙（2016年）において東京都選挙区で当選した6候補の自治体別得票率（所属政党別）と自治体別平均世帯年収の相関。データは東京都選挙管理委員会および総務省統計局による。

過去10年間の自民党支持率の推移を世帯年収別に見ると、2005年には富裕層から貧困層までほぼ同じ割合が自民党を支持していたのに対し、2015年には富裕層における自民党支持が増えた一方で貧困層における支持は低下したとされる（以下の表を参照）。朝日新聞は、世帯収入300万円未満の層では自民党離れが進み、無党派層が増えているとしている。
| 世帯年収                 | 2005年12月 (%) | 2015年3月 (%) |
| ------------------------ | -------------- | ------------- |
| 1000万円以上             | 43             | 46（3）       |
| 1000万円未満 750万円以上 | 37             | 48（11）      |
| 750万円未満 500万円以上  | 40             | 41（1）       |
| 500万円未満 300万円以上  | 42             | 41（1）       |
| 300万円未満              | 40             | 36（4）       |

また、総務省統計局のデータによると、「第24回参議院議員通常選挙（2016年）の東京都選挙区では、自民党の候補者（中川雅治および朝日健太郎）は平均世帯年収が高い自治体でより多くの票を獲得していたのに対し、平均世帯年収が低い自治体では票を伸ばすことができなかった」とされる（右グラフを参照）。

### 支援団体

#### 政治資金団体
- 国民政治協会

1976年（昭和51年）1月1日指定。法人系の支援団体でもある。自由国民会議同様個人会員は日本国籍を有する者に限られ、外資系企業が法人会員になることや在日外国人が個人会員になることは政治資金規正法の規制により不可能である。

#### 党友
- 自由社会を守る国民会議

1977年（昭和52年）創設。「自民党にモノ言う応援団」を標榜している。党員が加入することも可能。日本国籍を有する者に限られる。

#### 音楽団体
以下の団体は、自民党より組織内候補を擁立している。
- 日本音楽事業者協会（音事協）2022年参院選組織推薦候補者）[257]
- 日本音楽制作者連盟（音制連）[257]
- コンサートプロモーターズ協会[257]
- 日本音楽出版社協会[257]

#### 宗教
朝日新聞によると、第23回参議院議員通常選挙（2013年）において、自民党の比例区当選候補を支援した宗教系の支援団体は以下の通り。
- 曹洞宗
- 日蓮宗
- 天台宗
- 浄土宗
- 世界救世教（MOAインターナショナル、明るい社会をつくる会、主之光教団）
- 新生佛教教団
- 佛所護念会教団
- 崇教真光
- 世界真光文明教団
- 念法眞教
- 解脱会
- 霊友会
- 神社本庁
- 黒住教
- 天照皇大神宮教
- 世界平和統一家庭連合（旧統一教会）

### 支持を表明しているとされる団体
- 全国郵便局長会（全特）

郵政民営化が問われた2005年衆院選以降は自民党議員だった郵政造反組で結成された国民新党を支援していた。しかし、2013年参院選では改正郵政民営化法の成立を受け、再び自民党を支援した。
- 日本理学療法士連盟

組織内候補を擁立している。
- 全国老人福祉施設協議会

他の介護関係団体とともに、組織内候補を擁立している。

## 対外関係

### アメリカ合衆国
親米保守を基調としており、特にアメリカ合衆国の共和党とは日米安全保障条約、また韓国や太平洋諸国との同種の二国間軍事同盟に基づく東アジア外交を重視し、さらには党史にも述べられているように結党に関与している。およそ50年間にわたり政権を執ってきた自民党もその条約体制を概ね支持する共和党政権とは保守・右派の理念で共鳴するため外交関係を重視してきた。
共和党政権とは、新保守主義・新自由主義に基づく経済戦略と国際戦略により協力した中曽根康弘政権とレーガン政権、小泉純一郎政権とブッシュ政権、安倍晋三政権とトランプ政権がそれぞれ親密な関係にあった。
アメリカ民主党による政権とは、表立って対立することは滅多にないものの、リベラル色が強いこともあるため、自民党とは距離がある。

### 中華人民共和国
中華人民共和国は1949年の成立以降、中国共産党による事実上の一党独裁政治が続き、将来的な民主化を望む立場で関係は良くないものの、一定のパイプを持つ。日中友好議員連盟には多数の議員が所属し、現在は森山裕が会長を務めている。また、北京オリンピックを支援する議員の会において会長を務めた河野洋平など100人以上の議員が参加している。なお、日中緑化推進議員連盟には二階俊博、桜田義孝らが所属している。

### 中華民国
中華民国（台湾）については、日中国交正常化により国交が断絶したが、歴史的に中国国民党と関係が深く、日華議員懇談会には多数の議員が所属し、岸信介など親台派の議員も数多く存在する。結成時の民主進歩党とは交流が行われなかったものの、現在では外交関係を重視している。現在は古屋圭司が会長を務めており、2019年5月現在で287名の議員が所属している。
また、2015年当時の総裁である安倍晋三は、日華友好を主たる目的とする亜東親善協会（現:日本台湾親善協会）の会長を首相就任前まで務めていた。なお、中華民国との交流は自由民主党青年局を通じて行われる。

### 大韓民国
大統領制である大韓民国（韓国）とは日韓議員連盟が組織されており、自民党議員は177名が参加している。会長は菅義偉、幹事長は武田良太・額賀福志郎。2012年12月に発足した第2次安倍内閣は、日韓関係修復のため第46回衆議院議員総選挙の総合政策集に明記していた政府主催による「竹島の日」記念式典の見送りを決定したほか、自民党の額賀福志郎を首相特使として派遣し朴槿恵次期大統領との首脳会談を要請した。

### 朝鮮民主主義人民共和国
朝鮮民主主義人民共和国（北朝鮮）については、朝鮮半島の南北分断固定以後は韓国同様にその存在を認めておらず（国際連合加盟国ではあるものの国家承認なし）、朝鮮労働党との交流は主に日本社会党が「友党」として積極的に行ってきた。その中で1990年（平成2年）には金丸信が日本社会党の田邊誠と共同で訪朝団を結成し（金丸訪朝団）、国交正常化や統治時代の補償とともに『南北朝鮮分断後45年間についての補償』という約束を自民党、社会党、朝鮮労働党の3党で交わしている。北朝鮮による日本人拉致問題の発覚後は、表立った交流は事実上行われていない。また電話回線等の通信手段も全くなく、北朝鮮国内の情報はほぼ皆無といっていい。社会党も消滅し、行き来する日本人もいない。

## 政党交付金
- 2014年（平成26年） - 157.8億円[注釈 35]
- 2015年（平成27年） - 170.5億円
- 2016年（平成28年） - 174.3億円
- 2017年（平成29年） - 176.0億円
- 2018年（平成30年） - 174.8億円
- 2019年（令和元年） - 178.9億円[268]
- 2020年（令和2年） - 172.6億円[269]
- 2021年（令和3年） - 170.2億円[270]
- 2022年（令和4年） - 160.3億円[271]
- 2023年（令和5年） - 159.1億円[272]
- 2024年（令和6年） - 160.5億円[273]
- 2025年（令和7年） - 136.3億円[274]

## 党勢の推移

### 衆議院

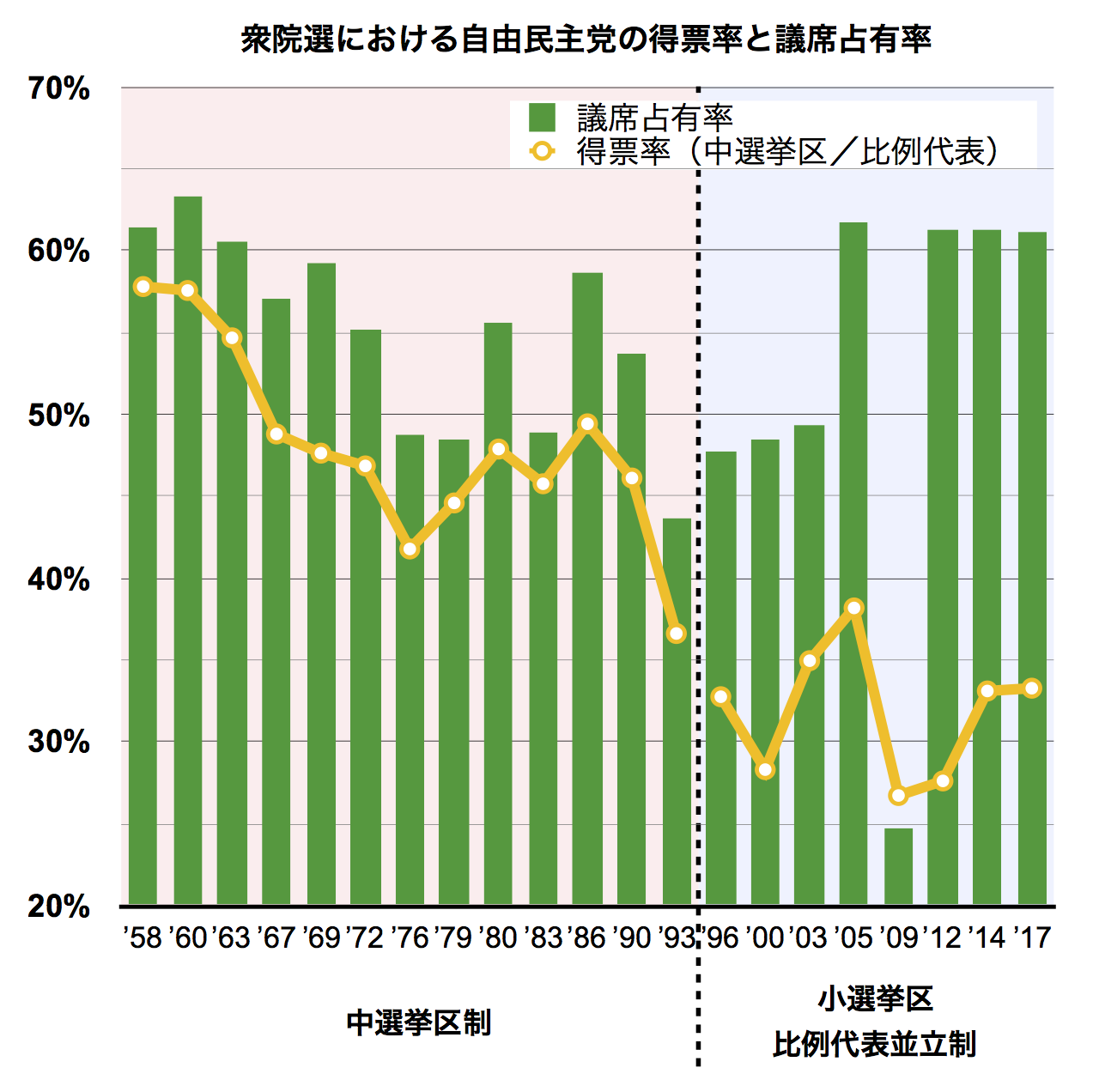
衆院選における自民党の議席占有率（棒グラフ）と得票率（折れ線グラフ）を示したグラフ
----
自民党の得票率は結党以来概ね下落傾向にあるものの、他方で議席占有率は、小選挙区制導入以降、第45回総選挙（2009年）を除いて5割前後から6割超を維持し続けている。

| 選挙       | 年     | 総裁                                | 当選/候補者 | 定数 | 議席占有率 | 備考                                                               |
| ---------- | ------ | ----------------------------------- | ----------- | ---- | ---------- | ------------------------------------------------------------------ |
| （結党時） | 1955年 | 鳩山一郎 緒方竹虎 三木武吉 大野伴睦 | 299/-       | 467  | 64.02%     | 「自民党の歴史」による                                             |
| 第28回     | 1958年 | 岸信介                              | 287/413     | 467  | 61.46%     | 追加公認+11                                                        |
| 第29回     | 1960年 | 池田勇人                            | 296/399     | 467  | 63.38%     | 追加公認+4                                                         |
| 第30回     | 1963年 | 池田勇人                            | 283/359     | 467  | 60.60%     | 追加公認+11                                                        |
| 第31回     | 1967年 | 佐藤栄作                            | 277/342     | 486  | 57.00%     | 追加公認+3                                                         |
| 第32回     | 1969年 | 佐藤栄作                            | 288/328     | 486  | 59.26%     | 追加公認+12                                                        |
| 第33回     | 1972年 | 田中角栄                            | 271/339     | 491  | 55.19%     | 追加公認+13                                                        |
| 第34回     | 1976年 | 三木武夫                            | 249/320     | 511  | 48.73%     | 追加公認+12、死去-1                                                |
| 第35回     | 1979年 | 大平正芳                            | 248/322     | 511  | 48.53%     | 追加公認+10                                                        |
| 第36回     | 1980年 | 西村英一                            | 284/310     | 511  | 55.58%     | 追加公認+3                                                         |
| 第37回     | 1983年 | 中曽根康弘                          | 250/339     | 511  | 48.92%     | 追加公認+9                                                         |
| 第38回     | 1986年 | 中曽根康弘                          | 300/322     | 512  | 58.59%     | 追加公認+4、新自由クラブより合流+5                                 |
| 第39回     | 1990年 | 海部俊樹                            | 275/338     | 512  | 53.71%     | 追加公認+11                                                        |
| 第40回     | 1993年 | 宮澤喜一                            | 223/285     | 511  | 43.64%     | 追加公認+8、離党-3                                                 |
| 第41回     | 1996年 | 橋本龍太郎                          | 239/355     | 500  | 47.80%     |                                                                    |
| 第42回     | 2000年 | 森喜朗                              | 233/337     | 480  | 48.54%     | （連立政権では過半数維持）                                         |
| 第43回     | 2003年 | 小泉純一郎                          | 237/336     | 480  | 49.38%     | 追加公認+4、保守新党より合流+4                                     |
| 第44回     | 2005年 | 小泉純一郎                          | 296/346     | 480  | 61.67%     | 翌年の復党合流+11                                                  |
| 第45回     | 2009年 | 麻生太郎                            | 119/326     | 480  | 24.79%     | 離党-4、繰上当選+2、補選当選+1                                     |
| 第46回     | 2012年 | 安倍晋三                            | 294/337     | 480  | 61.25%     | 復党+1                                                             |
| 第47回     | 2014年 | 安倍晋三                            | 289/352     | 475  | 61.05%     | 追加公認+1、入党+3、離党-1                                         |
| 第48回     | 2017年 | 安倍晋三                            | 281/332     | 465  | 61.08%     | 追加公認+3、死去-3、離党-3、辞職-3、繰上当選+4、入党+2、補選当選+1 |
| 第49回     | 2021年 | 岸田文雄                            | 261/338     | 465  | 55.69%     | 追加公認+2、入党+2、党籍を有しながら非公認当選+1、死去-2           |
| 第50回     | 2024年 | 石破茂                              | 191/342     | 465  | 41.08%     | 党籍を有しながら非公認当選+3、入党+2                               |

### 参議院
| 選挙       | 年     | 総裁                                | 当選/候補者 | 非改選 | 議席計 | 定数 | 議席占有率 | 備考                                                     |
| ---------- | ------ | ----------------------------------- | ----------- | ------ | ------ | ---- | ---------- | -------------------------------------------------------- |
| （結党時） | 1955年 | 鳩山一郎 緒方竹虎 三木武吉 大野伴睦 | 118/-       | -      | 118    | 250  | 47.20%     | 「党のあゆみ」による                                     |
| 第4回      | 1956年 | 鳩山一郎                            | 61/118      | 61     | 122    | 250  | 48.80%     | 追加公認+2、死去-2、非改選入党+2                         |
| 第5回      | 1959年 | 岸信介                              | 71/101      | 62     | 133    | 250  | 53.20%     | 追加公認+2                                               |
| 第6回      | 1962年 | 池田勇人                            | 69/100      | 73     | 142    | 250  | 56.80%     | 追加公認+1                                               |
| 第7回      | 1965年 | 佐藤栄作                            | 71/95       | 69     | 140    | 250  | 56.00%     |                                                          |
| 第8回      | 1968年 | 佐藤栄作                            | 69/93       | 68     | 137    | 250  | 54.80%     |                                                          |
| 第9回      | 1971年 | 佐藤栄作                            | 63/94       | 72     | 135    | 252  | 53.57%     | 追加公認+1、繰上当選+1                                   |
| 第10回     | 1974年 | 田中角栄                            | 62/95       | 64     | 126    | 252  | 50.00%     | 追加公認+1                                               |
| 第11回     | 1977年 | 福田赳夫                            | 63/77       | 61     | 124    | 252  | 49.20%     | 追加公認+3、離党-2                                       |
| 第12回     | 1980年 | 西村英一                            | 69/77       | 66     | 135    | 252  | 53.57%     | 追加公認+1、非改選入党+1                                 |
| 第13回     | 1983年 | 中曽根康弘                          | 68/90       | 69     | 137    | 252  | 54.37%     |                                                          |
| 第14回     | 1986年 | 中曽根康弘                          | 72/83       | 71     | 143    | 252  | 56.75%     | 追加公認+2                                               |
| 第15回     | 1989年 | 宇野宗佑                            | 36/78       | 73     | 109    | 252  | 43.25%     | 追加公認+2                                               |
| 第16回     | 1992年 | 宮澤喜一                            | 69/82       | 39     | 108    | 252  | 42.86%     | 追加公認+1                                               |
| 第17回     | 1995年 | 河野洋平                            | 46/66       | 65     | 111    | 252  | 44.05%     | （連立政権では過半数維持）                               |
| 第18回     | 1998年 | 橋本龍太郎                          | 44/87       | 59     | 103    | 252  | 40.87%     | 追加公認+2                                               |
| 第19回     | 2001年 | 小泉純一郎                          | 64/76       | 47     | 111    | 247  | 44.94%     | （保守党5と統一会派）                                    |
| 第20回     | 2004年 | 小泉純一郎                          | 49/83       | 66     | 115    | 242  | 47.52%     | （連立政権では過半数維持）                               |
| 第21回     | 2007年 | 安倍晋三                            | 37/84       | 46     | 83     | 242  | 34.30%     | 入党+1、離党-12、議員辞職-1                              |
| 第22回     | 2010年 | 谷垣禎一                            | 51/84       | 33     | 84     | 242  | 34.71%     | 離党-1                                                   |
| 第23回     | 2013年 | 安倍晋三                            | 65/78       | 49     | 114    | 242  | 47.11%     |                                                          |
| 第24回     | 2016年 | 安倍晋三                            | 55/73       | 65     | 120    | 242  | 49.58%     | 追加公認+1、非改選入党+1、繰上当選+1、死去-2、議員辞職-1 |
| 第25回     | 2019年 | 安倍晋三                            | 57/82       | 56     | 113    | 245  | 46.12%     | 離党-1、繰上当選+1、議員辞職-1                           |
| 第26回     | 2022年 | 岸田文雄                            | 63/82       | 56     | 119    | 248  | 47.58％    | 辞職-3、死去-2、繰上当選+2、補選当選+1、離党-3           |
| 第27回     | 2025年 | 石破茂                              | 39/79       | 62     | 101    | 248  | 40.72％    |                                                          |

（参考文献：石川真澄（一部山口二郎による加筆）『戦後政治史』2004年8月、岩波書店・岩波新書、ISBN 4-00-430904-2）
- 当選者に追加公認は含まず。追加公認には会派に加わった無所属を含む。
- 『戦後政治史』に記載のない追加公認は、以下の衆議院公式サイト記載の選挙直後の国会召集日の会派所属者数から判断した。ただし、第20回通常選挙（2004年）直後の召集はなく、国会の記録は、議長就任による党籍離脱が行われて-1となっている。
  - 2 国会議員会派別議員数の推移（召集日ベース）（衆議院、1990年 - 1999年）
  - 2 国会議員会派別議員数の推移（召集日ベース）（衆議院、1996年 - 2003年）
  - 2 国会議員会派別議員数の推移（召集日現在）（衆議院、2001年 - 2008年）
  - 平成21年 衆議院の動き「(1)各会派所属議員数及び会派の動き（召集日現在）」（衆議院、2009年）
  - (2) 参議院（1990年 - 1999年）
  - （2）参議院 （召集日現在）（1996年 - 2003年）
  - （2）参議院 （召集日現在）（2001年 - 2008年）

|  |

### 所属国会議員
- 国会議員：358名
  - 衆議院議員：257名
  - 参議院議員：101名

### 地方政治
- 地方議員：3,438人[275]
  - 都道府県議会議員：1,301人
  - 市区町村議会議員：2,137人
- 政党支部数:7,252

### 政党収入額
- 2010年（平成22年） - 439億1,820万円
- 2017年（平成29年） - 258億5,760万円[276]
- 2021年（令和3年） - 243億円[277]

### 得票総数
- 第21回通常選挙（2007年） - 選挙区18,606,193票・比例代表16,544,671票
- 第45回総選挙（2009年） - 小選挙区27,301,982票・比例代表18,810,217票
- 第22回通常選挙（2010年） - 選挙区19,496,083票・比例代表14,071,671票
- 第46回総選挙（2012年） - 小選挙区25,643,309票・比例代表16,624,457票
- 第23回通常選挙（2013年） - 選挙区22,681,192票・比例代表18,460,404票
- 第47回総選挙（2014年） - 小選挙区25,461,449票・比例代表17,658,916票
- 第24回通常選挙（2016年） - 選挙区22,590,793票・比例代表20,114,788票
- 第48回総選挙（2017年） - 小選挙区26,500,722票・比例代表18,555,717票
- 第25回通常選挙（2019年） - 選挙区20,030,330票・比例代表17,712,373票
- 第49回総選挙（2021年） - 小選挙区27,626,157票・比例代表19,914,883票
- 第26回通常選挙（2022年） - 選挙区20,603,298票・比例代表18,256,244票
- 第50回総選挙（2024年） - 小選挙区20,867,762票・比例代表14,582,690票
- 第27回通常選挙（2025年） - 選挙区14,470,016票・比例代表12,809,064票

## 連立政党
自由民主党が、連立政権を現在組んでいるまたは過去に組んでいた諸政党を記載する。公明党と社会民主党（日本社会党の後身）以外は現存しない。

### 現在
- 公明党（小渕第2次改造内閣 - 麻生内閣、第2次安倍内閣 - ） - 自公連立政権

### 過去
- 新自由クラブ（第2次中曽根内閣）
- 日本社会党（のちに社会民主党に改称、村山内閣 - 第1次橋本内閣） - 自社さ連立政権
- 新党さきがけ（村山内閣 - 第1次橋本内閣） - 自社さ連立政権
- 自由党（小渕第1次改造内閣 - 小渕第2次改造内閣）- 自自公連立政権
- 保守党（のちに保守新党に改称し、更に独立元の自民に戻る、第1次森内閣 - 第1次小泉内閣）- 自公保連立政権

このほか、閣外協力では自由連合が村山改造内閣に、改革クラブが小渕第2次改造内閣と第1次森内閣に政務次官を出している。
副大臣や大臣政務官を一切出さない閣外協力では麻生内閣における改革クラブ（新党改革の前身）、安倍内閣における日本のこころがある。

## 事件
- ロッキード事件
- リクルート事件
- 共和汚職事件
- 東京佐川急便事件
- ゼネコン汚職事件
- KSD事件
- 泉井事件
- 鈴木宗男事件
- 日歯連事件
- 日歯連闇献金事件
- 西松建設事件
- 徳洲会事件
- 森友学園問題
- 河井夫妻選挙違反事件
- 安倍晋三銃撃事件
- 岸田文雄襲撃事件
- 政治資金パーティー収入の裏金問題

## 問題

### 家庭連合（旧：統一教会）との関係
世界平和統一家庭連合（旧：世界基督教統一神霊協会）の教祖である文鮮明の来日時に党関係者の働きかけがあったとされ、一部議員とは極めて密接な関係にあると伝えられる。
自民党と統一教会系の国際勝共連合との協力関係は、1978年当時の福田赳夫内閣総理大臣が参議院予算委員会で公式に認めている。勝共連合から自民党へ多額の政治献金がなされていたこと、勝共連合からの借入金の存在が当時の自治省の資料より確認できる。2022年の安倍晋三銃撃事件以降、マスメディア報道でも特にクローズアップされて報じられるようになった。
この問題を受け、2022年8月31日、自民党の役員会で、党と旧統一教会（現・世界平和統一家庭連合）との関係を断絶する方針を決定したが、その後の2023年5月26日、自民党議員が多数参加した憲法改正をテーマにしたイベント「安倍晋三名誉会長を偲び、新しい憲法を制定する推進大会」に旧統一教会の信者が多数参加、会場準備のボランティアとして携わっていたことが判明した。

### 政治資金
IR誘致に関連して、米国の大手カジノ企業「シーザース・エンターテイメント」からの委託を受けたロビー活動を専門にする官僚OBのコンサル企業経営者から、2014年から2016年にかけて、清和会に対して2万円のパーティ券購入。これはアメリカ人が外国公務員への贈賄等を禁止する連邦海外腐敗行為防止法（FCPA）に抵触する可能性があった

### 電通との関係
- 社員の縁故採用が多い広告代理店の中でも電通の場合、政治家それも"自民党議員のボンボン"が多いと指摘されている[注釈 37]。実際に、自民党の広報・宣伝は電通が長く担当している[282]。また、これのみに留まらず2012年12月の第2次安倍内閣発足以降、内閣官房内閣広報室の外部民間職員採用で博報堂が外された代わりに9年連続で事実上1～2人の電通職員枠が設けられていた。2019年新型コロナウイルス感染症の流行での持続化給付金事業を巡る委託事業同様（電通#自由民主党との関係参照）、政府と電通との蜜月ないし近しき関係が指摘されている[283][284]。
持続化給付金事業では、電通グループ全体で少なくとも154億円あまりの緊急支援的意味合いのある公金ないし税金が大規模に"中抜き"されていたことが判明している。電通が自民党政権下、これまで大小様々利益率の低いものまで政府事業を請け負い、また、電通から自民党国民政治協会や自民党重鎮らに巨額献金が為されてきた意味とは、いわば"政商"として時折得られる巨額利益の見返りだと指摘されている[285][286]。

### その他
- 2014年に自民党が所有するIPアドレスIP:210.226.6.11（会話 / 投稿記録 / 記録 / Whois）で、ウィキペディア日本語版の二階俊博の記事にあった「どのような対策を行ったのかは定かではない。その5年後、2011年に福島第一原子力発電所事故が発生した」という原発対策の記述を、「2010年6月、自民党は津波対策法案を国会に提出するが、民主党の無関心から審議に入らないまま、2011年に福島第一原子力発電所事故が発生。震災後与野党が合意し、法案が成立。二階が中心的役割を果たした」に書き換えを行ったことが報道された。他にも、同IPアドレスで、自民党の尾辻秀久の記述には「ワイン好き」、民主党の平野博文の記事には「電機労連の支持を背景に」と追記している[287]。また大谷元秀の内容を集中的に書き換えている。

- 2016年に『朝まで生テレビ!』にて、大森昭彦東京都大田区議会議員が建築板金業の一般人を装って、「民主党政権時代よりマシになって、モノが売れるようになったという声が自分の周りで聞こえる」などと発言した[288]。
- 働き方改革に絡んだ不適切労働データ改竄問題で原票開示を要求した野党側に原本は存在しないと、自民党側は明確に否定する答弁をした。だが地下倉庫にダンボール32箱分の書類データ原票が発見された。野党側はこれを自民党による隠蔽だと非難しており、希望の党の山井和則元厚労政務官は「この32箱で労働者の働き方、過労死、命がかかっているということは、国民の皆さんは、この段ボールを見る権利があると思う」と語っている[289][290]。
- 2019年に大阪自民が「自共共闘？維共共闘の間違いでしょ！」と題したネット用ポスターを無断で作成して官邸を激怒させ、ホームページから削除するという騒動があった（自共共闘[291]）。
- 自民党女性局がフランス研修中にエッフェル塔前でポーズをとる等して撮影した写真がSNSに投稿され、批判を浴びた[292]。
- 埼玉県議会自由民主党議員団は2023年10月埼玉県虐待禁止条例の改正案を提出し、委員会では可決された。しかし本会議前に改正案を取り下げた[293]。

- 自民党青年局の過激ダンスショー問題
- 桜を見る会問題